# الانفجار الكمبري

العلاقة بين الزمن (التطور من اصل واحد) وزيادة الأنواع. (قديم: يسار؛ الآن: يمين).

الانفجار الكمبري (بالإنجليزية: Cambrian explosion)‏ (المعروف أيضًا باسم الإشعاع الكمبري أو التنوع الكمبري) وهو فاصل زمني بدأ منذ حوالي 538.8 مليون سنة في العصر الكمبري من بداية حقبة الحياة القديمة، عندما حدث تشعب مفاجئ للحياة المعقدة وبدأت جميع الشعب الحيوانية الرئيسية تقريبًا بالظهور في السجل الأحفوري. واستمر لمدة تتراوح بين 13 إلى 25 مليون سنة وأسفر عن تباعد معظم الشعب الحيوانية الحديثة. وكان مع هذا الحدث تنوع كبير في مجموعات أخرى من الكائنات الحية أيضًا.
قبل تنوع الكمبري المبكر، كانت أغلب الكائنات الحية بسيطة نسبيًا، وتتكون من خلايا فردية أو كائنات صغيرة متعددة الخلايا، وأحيانًا تتنظم في مستعمرات. ومع تسارع التنوع، أصبح تنوع الحياة أكثر تعقيدًا وبدأ يشبه تنوع الحياة اليوم. وخلال هذالعصر ظهرت جميع شُعب الحيوانات الحالية تقريبًا، تشمل الحبليات المبكرة.

## التاريخ والأهمية
لاحظ وليام بكلاند في أربعينيات القرن التاسع عشر ظهور السريع للأحافير في "الطبقات البدائية"، وقد ناقش تشارلز داروين في كتابه "أصل الأنواع" الصادر عام 1859 الافتقار غير المبرر آنذاك للأحافير السابقة كواحدة من الصعوبات الرئيسية التي واجهت نظريته حول الانحدار مع تعديل بطيء بسبب الانتقاء الطبيعي. تدور الحيرة التي طال أمدها حول ظهور الحيوانات الكمبرية المفاجئ من دون سلف، حول ثلاث نقاط رئيسية: سواء كان هناك تنوعًا جماعيا للكائنات الحية المعقدة خلال فترة زمنية قصيرة نسبيًا خلال الكمبري المبكر، وما الذي قد تسبب لمثل هذا التغيير السريع وماذا يعني عن أصل الحياة الحيوانية. إن التفسير صعب بسبب محدودية الأدلة والتي تستند بشكل أساسي إلى سجل أحفوري غير مكتمل وتوقيعات كيميائية متبقية في الصخور الكمبرية.
إن أولى الحفريات المكتشفة من الكمبري هي ثلاثيات الفصوص، التي وصفها إدوارد لويد، أمين متحف أكسفورد، في عام 1698. ورغم أن أهميتها التطورية لم تكن معروفة، بسبب عمرها إلا أن وليام بكلاند (1784-1856) أدرك أن تغيرًا جذريًا في السجل الأحفوري حدث حول قاعدة ما يسمى الآن بالكمبري. في القرن التاسع عشر استخدم علماء الجيولوجيا مثل آدم سيدجويك ورودريك مرشيسون الأحافير لتأريخ طبقات الصخور، وتحديدًا لتحديد عصري الكمبري والسيلوري. بحلول عام 1859، اقتنع علماء الجيولوجيا البارزين مثل رودريك مرشيسون بأن ما كان يسمى آنذاك الطبقة السفلية من العصر السيلوري أظهرت أصل الحياة على الأرض، بالرغم من اختلاف بعض العلماء الآخرين، مثل تشارلز لايل. اعتبر داروين في كتابه "أصل الأنواع" أن هذا الظهور المفاجئ لمجموعة منعزلة من ثلاثيات الفصوص، بدون أسلاف واضحة، وغياب أي حفريات أخرى، "بلا شك من أخطر الظواهر الطبيعة" في نظريته "الانتقاء الطبيعي". وقد أدرك أن البحار السابقة كانت تعج بالكائنات الحية، ولكن لم يتم العثور على حفرياتها بسبب عيوب السجل الأحفوري. في الطبعة السادسة من كتابه، أكد على مشكلته قائلاً:
اقترح عالم الأحافير الأمريكي تشارلز والكوت، الذي درس حيوانات طفل برجس، أن الفاصل الزمني "ليباليان"، لم تكن ممثلة في السجل الأحفوري أو لم تحافظ على الحفريات، وأن أسلاف حيوانات الكمبري تطورت خلال هذا الوقت.
تم العثور منذ ذلك الحين على أدلة أحفورية مبكرة. ويعتقد أن أقدم ادعاء هو أن تاريخ الحياة على الأرض يعود إلى 3,850 مليون سنة: أن الصخور التي تعود إلى ذلك العصر في منطقة واراوونا الأسترالية تحتوي على حفريات الستروماتوليت، وهي ركائز قصيرة تشكلت من مستعمرات ميكروبية. وقد تم العثور على حفريات (غريبانيا) لخلايا حقيقية النواة أكثر تعقيدًا، والتي تكونت منها جميع الحيوانات والنباتات والفطريات، في صخور تعود إلى 1,400 مليون سنة مضت، في الصين ومونتانا. وتحتوي الصخور التي يعود تاريخها إلى ما بين 580 و543 مليون سنة مضت على حفريات لحيويات إدياكارية، وهي كائنات ضخمة لدرجة أنها من المحتمل أن تكون متعددة الخلايا، ولكنها لا تشبه أي كائن حي حديث. في عام 1948، زعم برستون كلاود أن فترة من التطور "الانفجاري" حدثت في الكمبري المبكر، ولكن حتى سبعينيات القرن العشرين، لم تتضح أي علامة على كيفية نشو لكائنات حية حديثة المظهر "نسبيًا" في الكمبري الأوسط والمتأخر.

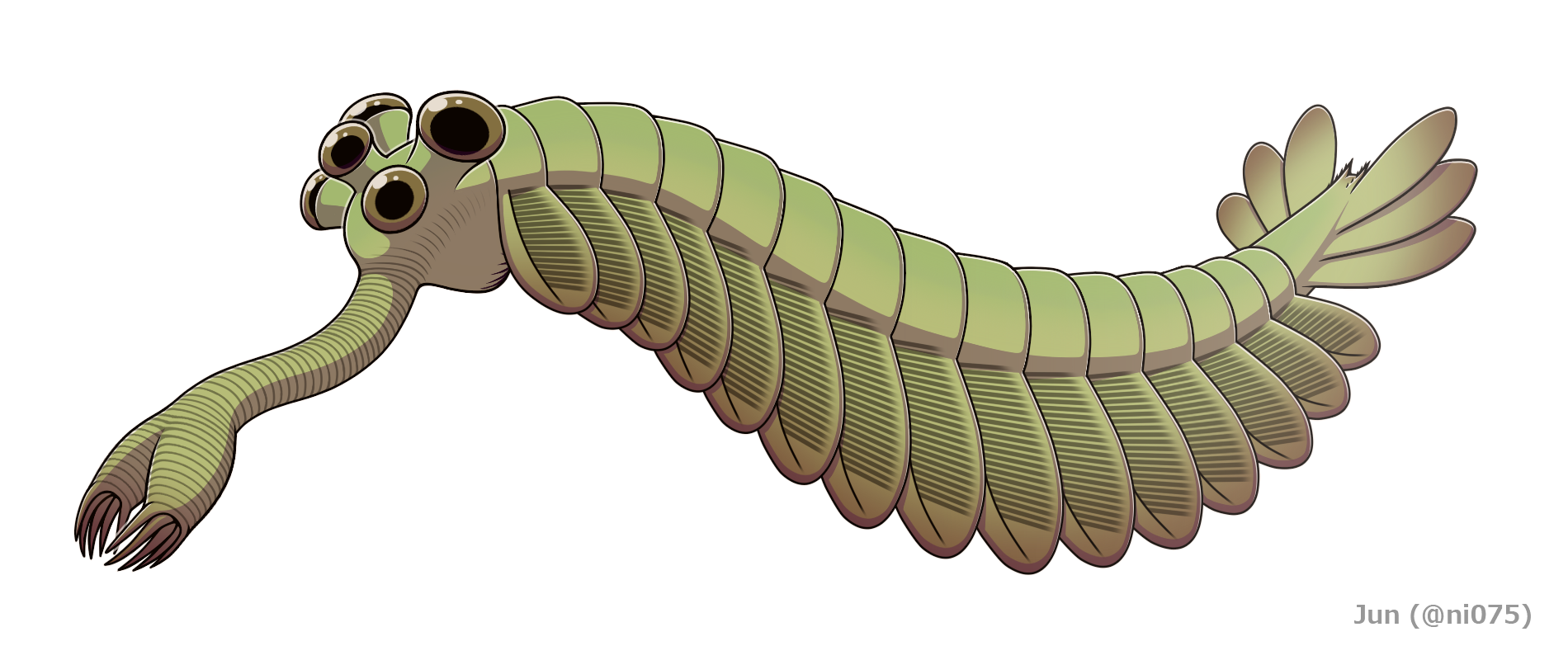
كان الأوبابينيا أكبر مساهمة في الاهتمام الحديث بالانفجار الكمبري.

الاهتمام الحديث بـ"الانفجار الكامبري" قد أثار عمل هاري ب. ويتنغتون وزملائه، حيث أعادوا في سبعينيات القرن العشرين تحليل العديد من الحفريات من "طفل برجس" واستنتجوا إلى أن العديد منها كانت معقدة مثل أي حيوان حي ولكنها مختلفة عنه بالشكل. وكان الكائن الحي الأكثر شيوعًا، وهو الماريلا، من المفصليات، ولكنه لم يكن عضوًا في أي طائفة معروفة من المفصليات. وكانت الكائنات الحية مثل الأوبابينيا ذات العيون الخمس والويواكسيا الشوكية شبيهة الحلزون مختلفة تمامًا عن أي شيء آخر معروف، حتى أن فريق ويتنغتون افترضوا أنها يجب أن تمثل شُعبًا مختلفة، ولا يبدو أنها مرتبطة بأي شيء معروف اليوم. وقد جلب كتاب الحياة الرائعة الشهير لستيفن جاي غولد عام 1989 الأعين للجمهور وأثار التساؤلات حول ما يمثله الانفجار. ورغم الاختلاف الكبير في التفاصيل، فقد اقترح كل من ويتنغتون وجولد أن كل شُعب الحيوانات الحديثة ظهرت في وقت واحد تقريبًا في فترة جيولوجية قصيرة. وقد أدى هذا الرأي إلى تحديث شجرة الحياة التي وضعها داروين ونظرية التوازن النقطي، التي طورها ألدريج وجولد في أوائل سبعينيات القرن العشرين والتي تنظر إلى التطور باعتباره فترات طويلة من شبه الركود "تتخللها" فترات قصيرة من التغير.
وتشير تحليلات أخرى، بعضها حديث وبعضها يعود إلى سبعينيات القرن العشرين، إلى أن الحيوانات المعقدة المشابهة للأنواع الحديثة تطورت قبل وقت طويل من بداية العصر الكمبري.

### تأريخ الكمبري
تم الحصول على التأريخ الإشعاعي لمعظم العصر الكمبري من خلال تحليل العناصر المشعة الموجودة داخل الصخور، الموجودة مؤخرًا، ولعدد قليل من المناطق فقط.
التأريخ النسبي (A قبل B) غالبًا ما يُفترض كافٍ لدراسة عمليات التطور، ولكن هذا كان صعبًا أيضًا، بسبب مشاكل مطابقة الصخور التي لها نفس العمر عبر قارات مختلفة.
لذلك، ينبغي التعامل مع تواريخ أو أوصاف تسلسل الأحداث بحذر إلى أن تتوفر بيانات أفضل. في عام 2004، تم تأريخ بداية العصر الكمبري إلى 542 مليون سنة. وفي عام 2012، تم تعديله إلى 541 مليون سنة ثم في عام 2022 تم تغييره مرة أخرى إلى 538.8 مليون سنة.
تشير بعض النظريات إلى أن الانفجار الكمبري حدث أثناء المراحل الأخيرة من تجمع غندوانا، التي تشكلت بعد انقسام رودينيا، وتداخلت مع فتح محيط ايبتوس بين لورنشيا وغندوانا الغربية. تقع أكبر مقاطعة حيوانات كمبري حول غندوانا، والتي امتدت من خطوط العرض الشمالية المنخفضة إلى خطوط العرض الجنوبية المرتفعة، قبل القطب الجنوبي بقليل. بحلول الفترتين الوسطى والأخيرة من الكمبري، أدى استمرار التصدع إلى إرسال القارات القديمة لورنشيا وبلطيقيا وسيبيريا في اتجاهات منفصلة.

### أحافير الأجسام
إن أحافير أجسام الكائنات الحية عادة ما تكون من أكثر أنواع الأدلة فائدة. إن الإستحاثة حدث نادر، ومعظم الأحافير تُدمر بفعل التآكل أو التحول قبل أن يتسنى ملاحظتها. وبالتالي فإن السجل الأحفوري غير مكتمل إلى حد كبير، ويزداد هذا النقص كلما أخذنا في الاعتبار العصور السابقة. وعلى الرغم من هذا، فإنها غالبًا ما تكون كافية لتوضيح الأنماط الأوسع لتاريخ الحياة. كما توجد تحيزات في السجل الأحفوري: فالبيئات المختلفة أكثر ملاءمة للحفاظ على أنواع مختلفة من الكائنات الحية أو أجزاء منها. وعلاوة على ذلك، فإن أجزاء الكائنات الحية التي تمعدنت هي التي يتم الحفاظ عليها عادةً، مثل أصداف الرخويات. ولأن معظم أنواع الحيوانات ذات أجسام رخوة، فإنها تتحلل قبل أن تتحول إلى حفريات. ونتيجة لذلك، ورغم أن هناك أكثر من 30 شعبة من الحيوانات الحية معروفة، إلا أن ثلثيها لم يتم العثور عليها قط على شكل حفريات.

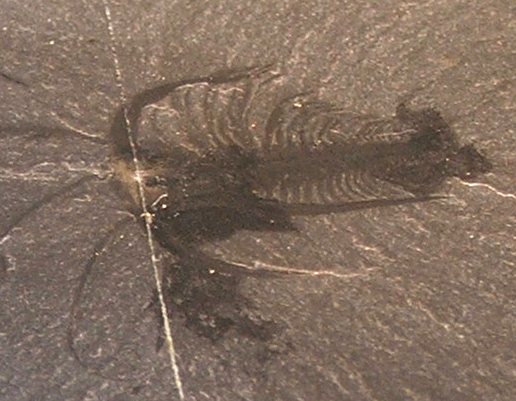
توضح هذا العينة من الماريلا مدى وضوح وتفصيل الحفريات من مرسب طفل برجس الأحفوري بالإضافة إلى أقدم دليل على وجود دم سائل في حيوان.

يتضمن السجل الأحفوري للكمبري عدد كبيرا غير عادي من اللاغرستات (مرسب أحفوري)، التي تحافظ على الأنسجة الرخوة. وتسمح هذه للعلماء الأحفوريين بفحص التشريح الداخلي للحيوانات، والذي لا يتم تمثيله في الرواسب الأخرى إلا بالأصداف والأشواك والمخالب وما إلى ذلك - إذا تم الحفاظ عليها. أهم لاغرستات الكمبري هي طبقات طفل ماوتيانشان من الكمبري المبكر في تشينغيانغ (يونانفي الصين) وسيريوس باسيت (جرينلاند)، وطبقة طفل برجس من الكمبري الأوسط (كولومبيا البريطانية في كندا) وطبقات حفريات أورستن من الكمبري المتأخرة فيالسويد.
في حين أن اللاغرستات تحافظ على أكثر بكثير من السجل الأحفوري التقليدي، إلا أنها بعيدة عن الكمال. نظرًا لأن اللاغرستات تقتصر على نطاق ضيق من البيئات (حيث يمكنها الحفاظ على الكائنات الرخوة بسرعة كبيرة، على سبيل المثال عن طريق الانهيارات الطينية)، فمن المحتمل أن معظم الحيوانات غير موصوفة؛ وعلاوة على ذلك، فإن الظروف الاستثنائية التي خلقت اللاغرستات ربما لا تمثل ظروفًا معيشية طبيعية. بالإضافة إلى ذلك، فإن لاغرستات الكمبري المعروفة نادرة ويصعب تحديد تاريخها، في أنه حين لم يتم دراسة لاغرستات ما قبل الكمبري بالتفصيل بعد.
إن ندرة السجل الأحفوري تعني أن الكائنات الحية عادة ما تكون موجودة قبل فترة طويلة من العثور عليها في السجل الأحفوري - وهذا ما يعرف بتأثير سينيور-ليبس.
في عام 2019، تم الإبلاغ عن اكتشاف "مذهل" لحيوانات اللاغرستات، المعروفة باسم كائنات تشينغجيانغ، من نهر دانشوي في مقاطعة خوبي في الصين. وتم جمع أكثر من 20 ألف عينة أحفورية، بما في ذلك العديد من الحيوانات ذات الجسم الرخو مثل قناديل البحر وشقائق البحر والديدان، بالإضافة إلى الإسفنج والمفصليات والطحالب. وقد تم الحفاظ على الهياكل الداخلية لبعض العينات بشكل كافٍ بحيث يمكن رؤية الأنسجة الرخوة، بما في ذلك العضلات والخياشيم والأفواه والأمعاء والعينين. تم تأريخ البقايا إلى حوالي 518 مليون سنة مضت، وكان حوالي نصف الأنواع التي تم تحديدها في وقت إعداد التقرير غير معروفة سابقًا.

### الأحافير الأثرية

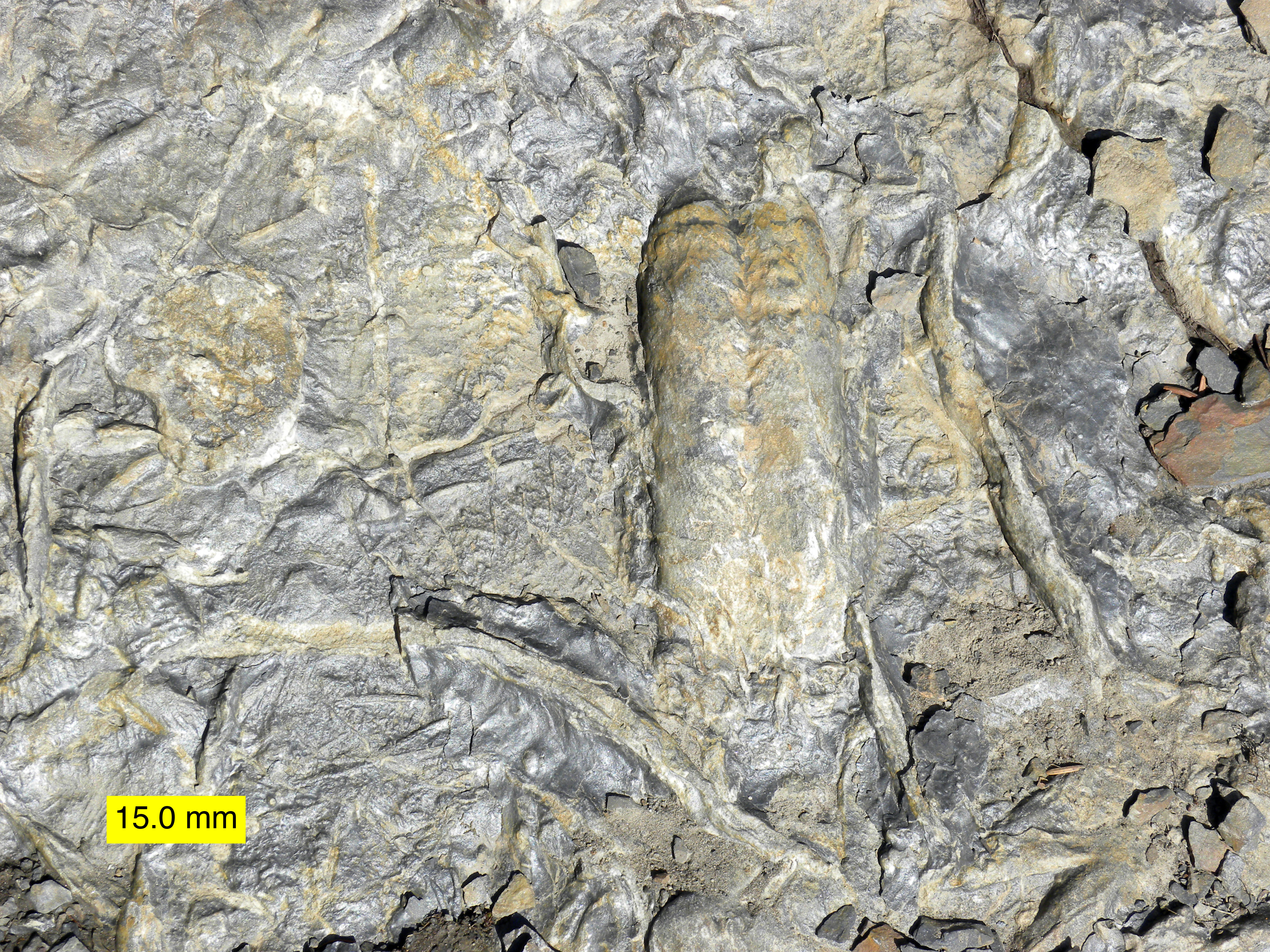
حفريات روسوفيكوس وآثار أخرى من مجموعة Gog، الكمبري الأوسط، بحيرة لويز، ألبرتا، كندا.

تتكون الأحافير الأثرية بشكل أساسي من آثار أقدام وجحور، ولكنها تشمل أيضًا البراز المتحجر (الكوبروليت) والعلامات التي تركتها التغذية. الأحافير الأثرية مهمة بشكل خاص لأنها تمثل مصدرًا للبيانات لا تقتصر على الحيوانات ذات الأجزاء الصلبة التي يمكن تحجرها بسهولة، وتعكس سلوك الكائنات الحية. كما أن العديد من الآثار ترجع إلى فترة أقدم بكثير من أحافير أجسام الحيوانات التي كانت قادرة على صنعها. في حين أن التعيين الدقيق للأحافير الأثرية إلى صانعها أمر مستحيل بشكل عام، فقد توفر الأحافير الأثرية، على سبيل المثال، أقدم دليل مادي على ظهور الحيوانات المعقدة (مثل ديدان الأرض).

### الملاحظات الجيوكيميائية
تشير العلامات الكيميائية إلى تغير جذري في البيئة المحيطة ببداية العصر الكمبري. وتتوافق هذه العلامات مع الانقراض الجماعي، أو مع الارتفاعال كبير في درجات الحرارة نتيجة لإطلاق جليد الميثان. مثل هذه التغيرات قد تعكس سببًا للانفجار الكمبري، رغم أنها قد تكون ناجمة عن زيادة مستوى النشاط البيولوجي - النتيجة المحتملة للانفجار. وبالرغم من هذه الشكوك، إلا أن الأدلة الجيوكيميائية تساعد في جعل العلماء يركزون على النظريات التي تتوافق مع واحد على الأقل من التغيرات البيئية المحتملة.

### طرق تطور السلالات
التصنيف التفرعي هو أسلوب يستخدم في رسم "شجرة العائلة" لمجموعة من الكائنات الحية. يعتمد هذا الأسلوب على منطق أنه إذا كانت المجموعتان B و C متشابهتان أكثر من أي منهما مع المجموعة A، فإن المجموعتين B و C أكثر ارتباطًا ببعضهما البعض من أي منهما مع المجموعة A. قد تكون الخصائص التي تتم مقارنتها تشريحيا، مثل وجود الحبل الظهري، أو الجزيئية، من خلال مقارنة تسلسلات الحمض النووي أو البروتين. تكون نتيجة التحليل الناجح هي التسلسل الهرمي للفروع الحيوية - المجموعات التي يُعتقد أن أعضائها يشتركون في سلف مشترك. قد تكون تقنية التصنيف التفرعي مشكلة أحيانا، حيث أن بعض السمات قد تطورت، مثل الأجنحة أو العيون أكثر من مرة بشكل متقارب - ويجب أخذ هذا بالاعتبار في التحليلات.
من خلال العلاقات، قد يكون من الممكن تقييد التاريخ الذي ظهرت فيه السلالات لأول مرة. على سبيل المثال، إذا كانت حفريات B أو C تعود إلى X مليون سنة مضت والحساب من "شجرة العائلة" يقول أن A كانت سلفًا لـ B و C، فلابد أن A تطورت منذ أكثر من X مليون سنة.
ومن الممكن أيضاً تقدير المدة التي مضت لانقسام مجموعتين حيتين ـ أي منذ متى كان آخر سلف مشترك لهما قد عاش ـ بافتراض أن الطفرات في الحمض النووي تتراكم بمعدل ثابت. ومع ذلك فإن هذه "الساعات الجزيئية" عرضة للخطأ، ولا تقدم سوى توقيت تقريبي جدا: وهي ليست دقيقة وموثوقة بالقدر الكافي لتقدير متى تطورت المجموعات التي ظهرت في الانفجار الكمبري لأول مرة، وتختلف التقديرات التي تنتجها التقنيات المختلفة بعامل اثنين. ومع ذلك فإن الساعات يمكن أن تعطي مؤشراً لمعدل التفرع، وعندما يتم دمجها مع قيود السجل الأحفوري، فإن الساعات الحديثة تشير إلى فترة مستدامة من التنوع خلال الإدياكاري والكمبري.

## شرح المصطلحات العلمية الرئيسية

مفهوم المجموعات الجذعية

- —= خطوط النسب
- = عقدة قاعدية
- = عقدة تاج
- = المجموعة الكلية
- = مجموعة تاج
- = مجموعة جذعية

### الشعبة
الشعبة هي أعلى مستوى في نظام لينيا لتصنيف الكائنات الحية. ويمكن اعتبار الشعب أنها مجموعات الحيوانات المصنفة حسب بنية الجسم العامة. بالرغم من اختلاف المظاهر الخارجية للكائنات الحية إلا أن تصنيفها في شعب يتم بناءً على بنيتها الداخلية وتطور عضوياتها. على سبيل المثال، ينتمي كل من العناكب والبرنقيليات إلى شعبة مفصليات الأرجل رغم الاختلافات الواضحة بينها وعلى العكس فإن ديدان الأرض والديدان الشريطية متشابهة في الشكل ولكنها تنتمي إلى شعب مختلفة. غالباً ما يتم إعادة صياغة الشعب المفترضة سابقاً وذلك بسبب تطور الاختبارات الكيميائية والجينية.
لا تُعتبر الشعب تقسيماً أساسياّ للطبيعة بل إنها تجميع عالي المستوى في نظام التصنيف الذي تم إنشاؤه لتوصيف جميع الكائنات الحية الموجودة حالياً. هذا النظام غير كامل، حتى بالنسبة للحيوانات الحديثة إذ أنه هناك كتب مختلفة تذكر أنواع مختلفة للشعب وذلك لأنها تختلف أساساً حول تصنيف عدد ضخم من الأنواع الشبيهة بالديدان. نظراً لاعتماد هذا التصنيف على الكائنات الحية فإن محتواه حول الكائنات المنقرضة قليل جداً وهذا إن وجد.

### المجموعة الجذعية
تم تقديم مفهوم المجموعات الجذعية لتغطية "العمات" و"أبناء العمات" التطورية للمجموعات الحية، وقد تم طرح فرضيات حسب هذه النظرية العلمية. المجموعة التاجية هي مجموعة من الحيوانات الحية ذات قرابة وثيقة بالإضافة إلى آخر سلف مشترك لها مع جميع أحفادها. المجموعة الجذعية هي عدد من الفروع لسلالة في نقطة تسبق آخر سلف مشترك للمجموعة التاجية؛ وهي مفهوم نسبي، على سبيل المثال، بطيئات الخطو هي حيوانات حية تشكل مجموعة تاجية في حد ذاتها، لكن بود (1996) اعتبرها أيضًا مجموعة جذعية بالنسبة للمفصليات.

### ثلاثي الأرومات
يعني مصطلح ثلاثي الأرومات إلى التكوين من ثلاث طبقات، والتي تتشكل في الجنين في مرحلة باكرة من تطور الحيوان من بيضة وحيدة الخلية إلى يرقة أو إلى شكل حدث. تشكل الطبقة الداخلية القناة الهضمية (الأمعاء)، وتشكل الطبقة الخارجية الجلد وتشكل الطبقة المتوسطة العضلات وباقي الأحشاء عدا الجهاز الهضمي. معظم الكائنات الحية ثلاثية الأرومات باستثناء المساميات (الإسفنج) واللاسعات (قنديل البحر، شقائق البحر، إلخ).

### ثنائيات التناظر
ثنائيات التناظر هي الحيوانات التي لها أو كان لها جانبين أيمن وأيسر في مرحلة ما من نشأتها، هذا يقتضي أن يكون لها قطب رأسي وقطب ذيلي والأهم من ذلك وجه أمامي ووجه خلفي واضحان. جميع ثنائيات التناظر المعروفة هي ثلاثية أرومات وجميع ثلاثيات الأرومات المعروفة هي ثنائية التناظر. تبدو جميع شوكيات الجلد المعروفة (نجوم البحر، وقنافذ البحر، وخيار البحر، إلخ) متناظرة بشكل شعاعي بدل التناظر الثنائي (مثل العجلات) ولكن بعض يرقاتها تُظهر تناظراً ثنائياً وقد تكون بعض أقدم شوكيات الجلد متناظرة ثنائيًا. المساميات واللاسعات متناظرة بشكل شعاعي وليست ثنائي وكذلك ليست ثلاثية الأرومات (ولكن يشتبه في أن يرقة البلانولا ذات السلف المشترك لثنائية التناظر-اللاسعات متناظرة ثنائيًا).

### السيلوم
يعني مصطلح "السيلوم" وجود تجويف داخل الجسم يحتوي على الأعضاء الداخلية. وإن معظم الشعب المعروضة في النقاش حول الانفجار الكمبري[بحاجة لتوضيح] هي من الجَوفِيّات: المفصليات، والديدان الحلقية، والرخويات، وشوكيات الجلد والحبليات، بينما تُعتبر القضيبيات غير المجوفة أحد أهم الاستثناءات. جميع الحيوانات المجوفة المعروفة هي ثنائية التناظر وثلاثية الأرومات، ولكن العكس غير صحيح، فبعض ثنائيات التناظر وثلاثية الأرومات ليس لها تجويف - على سبيل المثال الديدان المسطحة، التي تحيط أعضائها أنسجة برنشيمة.

## حياة ما قبل الكمبري

### أدلة على وجود حيوانات منذ حوالي مليار سنة

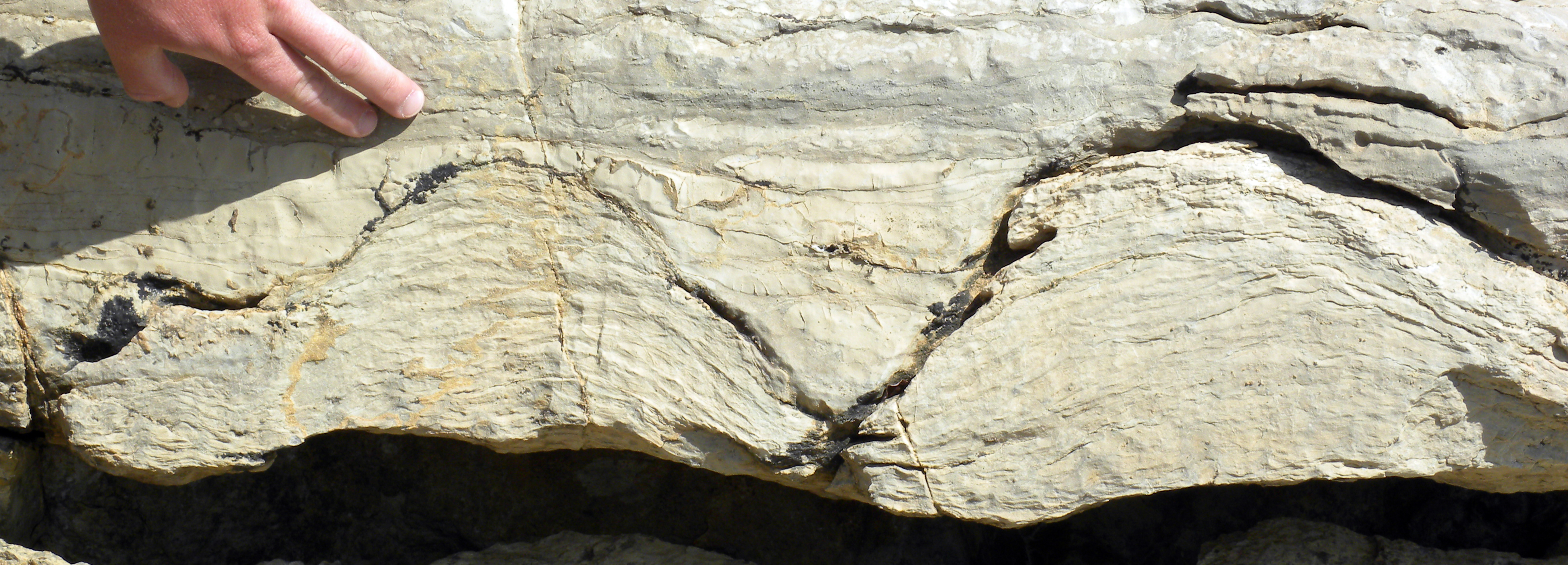
ستروماتوليت (تكوين بيكا، الكمبري الأوسط) بالقرب من بحيرة هيلين، متنزه بانف الوطني، كندا

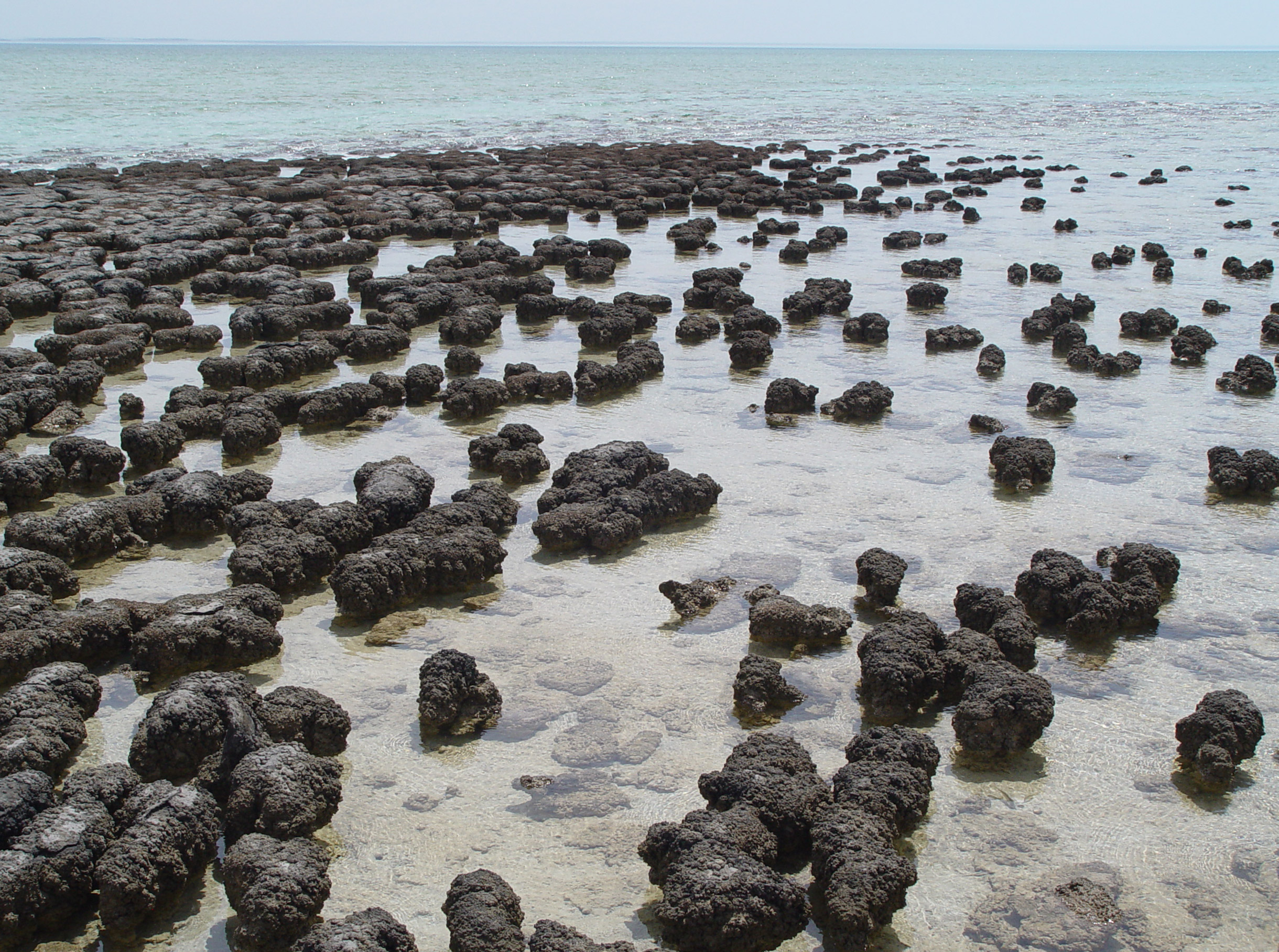
ستروماتوليت حديثة في محمية هاملين بول البحرية الطبيعية، غرب أستراليا

تم تفسير التغيرات في وفرة وتنوع بعض أنواع الأحافير على أنها دليل على "هجمات" من قبل الحيوانات أو الكائنات الحية الأخرى. تعد الستروماتوليت، وهي دعائم قصيرة بنيت بواسطة مستعمرات من الميكروبات، وهي المكون الرئيسي للسجل الأحفوري منذ حوالي 2,700 مليون سنة، ولكن وفرتها وتنوعها انخفض بشكل حاد بعد حوالي 1,250 مليون سنة. وقد عُزي هذا الانخفاض إلى الاضطراب الناجم عن الحيوانات الراعية والحافرة.
كان التنوع البحري في عصر ما قبل الكمبري تهيمن عليه الأحافير الصغيرة المعروفة باسم الأكريتارك. وهذا المصطلح يصف غالبا أي حفرية صغيرة ذات جدران عضوية - من أغلفة بيض الحيوانات متعددة الخلايا الصغيرة إلى الأكياس الساكنة لأنواع الطحالب الخضراء المختلفة. بعد ظهورها منذ حوالي 2,000 مليون سنة، شهدت الأكريتارك طفرة منذ حوالي 1,000 مليون سنة، حيث زادت في الوفرة والتنوع والحجم وتعقيد الشكل، وخاصة الحجم وعدد الأشواك. قد تشير أشكالها الشوكية المتزايدة في المليار سنة الماضية إلى زيادة حاجتها للدفاع عن نفسها ضد الافتراس. تظهر مجموعات أخرى من الكائنات الحية الصغيرة من حقبة الطلائع الحديثة علامات على دفاعات ضد الافتراس. ويبدو أن في طول عمر التصنيف يدعم زيادة ضغط الافتراس في هذا الوقت.
بشكل عام، يظهر السجل الأحفوري ظهورًا بطيئًا جدًا لهذه الأشكال الحياتية في عصر ما قبل الكمبري، مع وجود العديد من أنواع من البكتيريا الزرقاء التي تشكل جزءًا كبيرًا من الرواسب الأساسية.

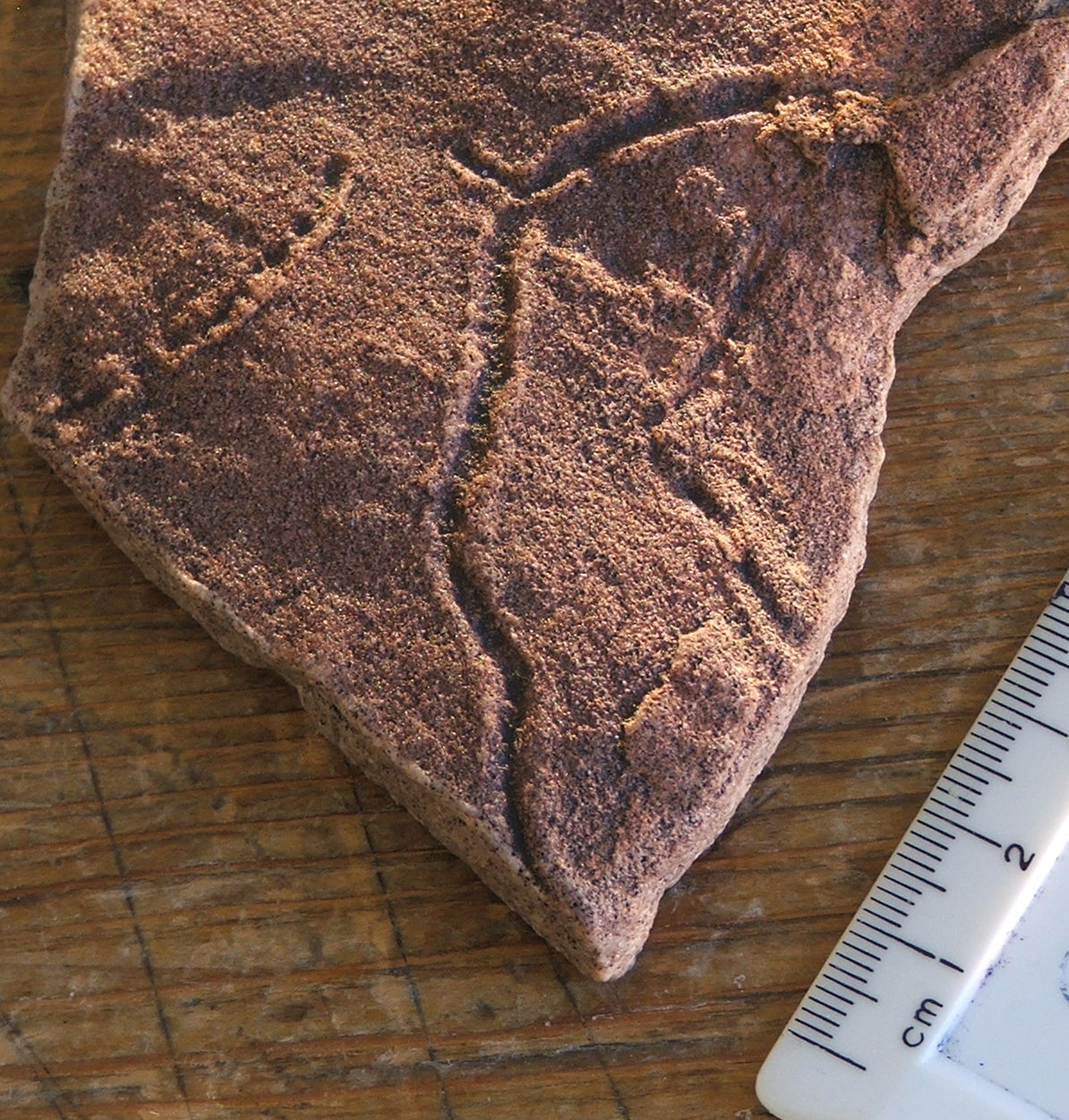
حفرية أثرية من العصر الإدياكاري، تكونت عندما حفرت المتعضية أسفل الحصيرة الميكروبية

### المتعضيات الإدياكارية

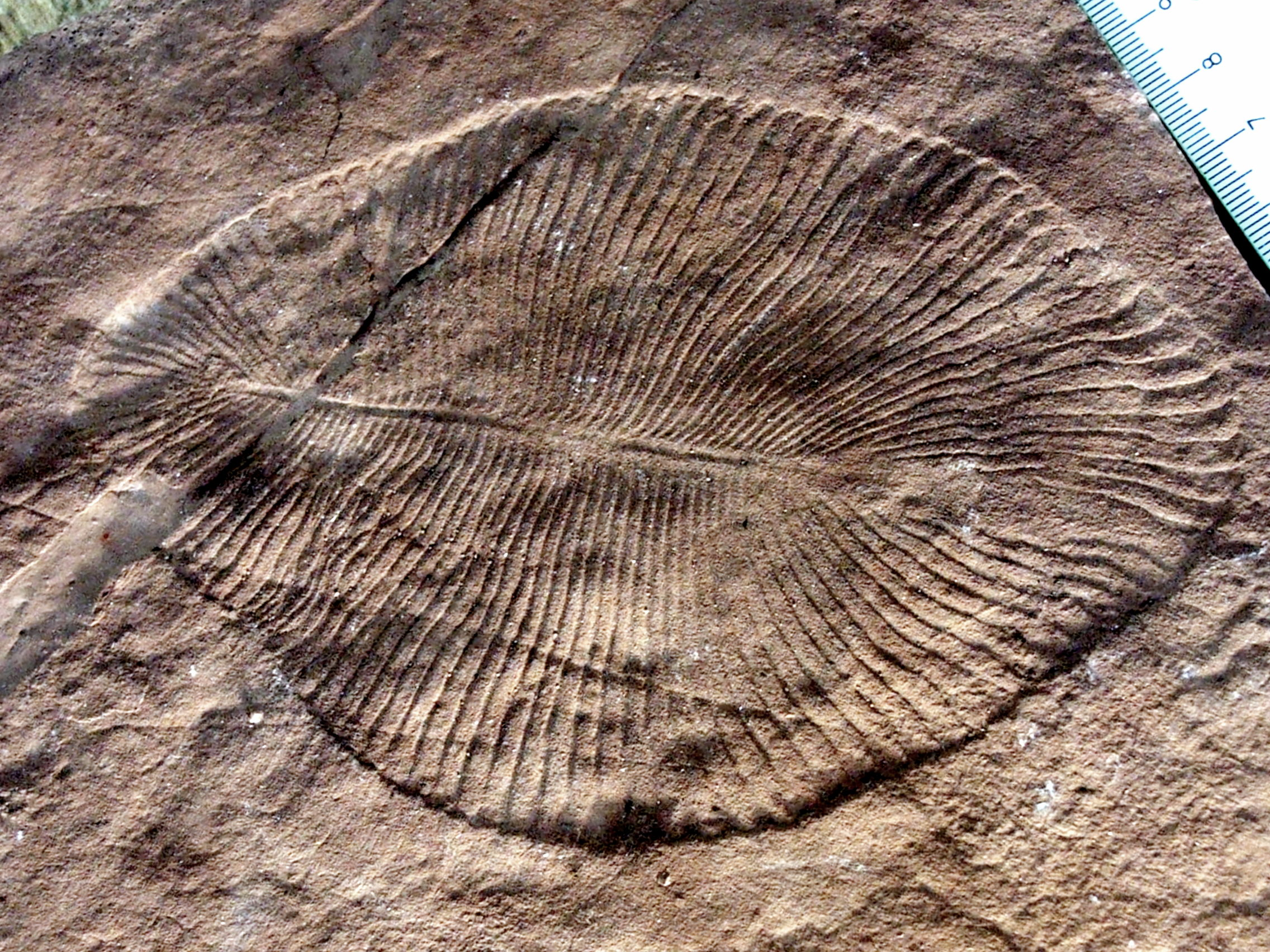
الديكينسونيا كوستاتا، متعضية من العصر الإدياكاري مجهولة النسب، ذات مظهر مبطن

في بداية العصر الإدياكاري، انقرض العديد من حيوانات الأكريتارك، التي ظلت لمئات الملايين من السنين دون تغيير نسبي، لتحل محلها مجموعة من الأنواع الجديدة الأكبر حجمًا، والتي أثبتت أنها زائلة. بعد فترة وجيزة تلا هذا الإشعاع، وهو الأول في السجل الأحفوري مجموعة من الأحافير الكبيرة غير المألوفة أطلق عليها اسم الحيويات الإدياكارية، والتي ازدهرت لمدة 40 مليون عام حتى بداية الكمبري. كان طول معظم "الحيويات الإدياكارية" بضعة سنتيمترات على الأقل، وهو أكبر بكثير من أي حفريات سابقة. تشكل المتعضيات ثلاث مجموعات مميزة، وتزداد في الحجم والتعقيد مع تقدم الزمن.
تختلف هذه المتعضيات تمامًا عن أي شيء ظهر قبل ذلك أو بعده، حيث كانت تشبه الأقراص، أو الأكياس المملوءة بالطين، أو المفارش المبطنة-واقترح أحد علماء الحفريات أن يتم تصنيف أغرب الكائنات الحية على أنها مملكة منفصلة، تسمى "الفيندوزوا".

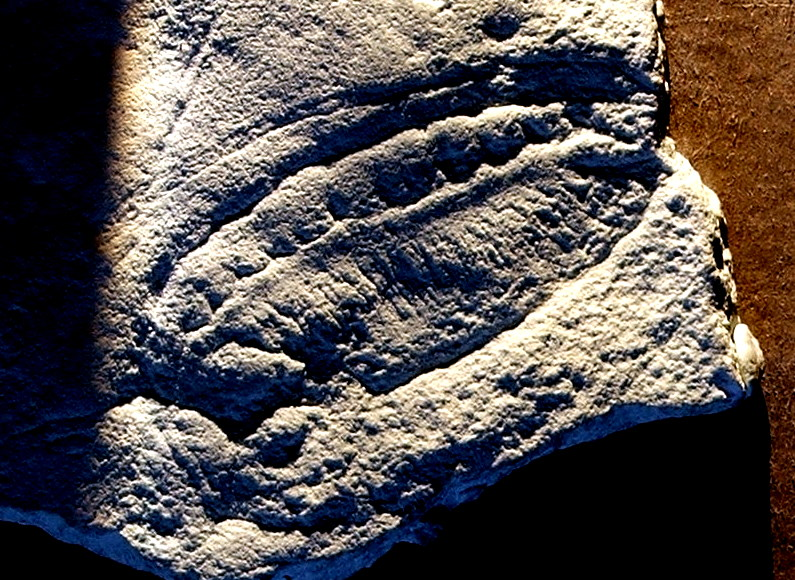
حفرية كيمبريلا، وهي كائنات ثنائيات التناظر ثلاثية الأرومات، وربما تكون رخوية

ربما كان على الأقل بعض الأشكال المبكرة من الشعب التي كانت محور جدال "الانفجار الكمبري"،[بحاجة لتوضيح] والتي تم تفسيرها على أنها رخويات مبكرة (كيمبريلا)، وشوكيات الجلد (أركاروا)، ومفصليات الأرجل (سبريجينا، وبارفانكورينا، ويلينجيا). ومع ذلك، لا يزال الجدل قائماً حول تصنيف هذه العينات، ويرجع ذلك أساساً إلى أن السمات التشخيصية التي سمحت لعلماء التصنيف بتصنيف الكائنات الحية الأكثر حداثة، مثل أوجه التشابه مع الكائنات الحية، والتي كانت غائبة عموماً في العصر الإدياكاري. ومع ذلك، يبدو أن هناك القليل من الشك في أن الكيمبريلا كانت على الأقل حيواناً ثنائيات التناظر و ثلاثي الأرومات. وتشكل هذه الكائنات محوراً للنقاش حول مدى مباغتة الانفجار الكمبري.[بحاجة لمصدر] إذا كان بعض الأعضاء المبكرة في شعبة الحيوانات نراها اليوم، فإن "الانفجار" يبدو أقل فجائية بكثير مما لو كانت كل هذه الكائنات الحية تمثل "تجربة" منفصلة، وتم استبدالها بالمملكة الحيوانية بعد ذلك بوقت قصير إلى حد ما (40 مليون سنة هي "قريبًا" وفقًا للمعايير التطورية والجيولوجية).
إن آثار المتعضيات التي كانت تتحرك على الحصائر الميكروبية التي تغطي قاع بحر الإدياكاري، وتعود إلى العصر الإدياكاري، محفوظة منذ العصر الإدياكاري ويرجع تاريخها إلى حوالي 565 مليون سنة. ربما تكون قد صنعتها متعضيات تشبه ديدان الأرض في الشكل والحجم وكيفية تحركها. ولم يتم العثور على مخلوقات حفر الجحور محفوظة، ولك بما أنها تحتاج إلى رأس وذيل، فمن المحتمل أنها كانت تتميز بتناظر ثنائي-وهو ما يجعلها على الأرجح حيوانات ثنائيات التناظر. وقد كانت تتغذى فوق سطح الرواسب، وكانت مضطرة إلى حفر الجحور لتجنب الحيوانات المفترسة.

## حياة الكمبري

### الأحافير الأثرية
تشكل الأحافير الأثرية (الجحور وغيرها) مؤشراً موثوقاً على نوع الحياة التي كانت موجودة حولنا، وتشير إلى تنوع الحياة في بداية العصر الكمبري، حيث استعمرت الحيوانات عالم المياه العذبة بنفس سرعة استعمار المحيطات.

### حيوانات الصدف الصغيرة
تم العثور على حفريات معروفة باسم "حيوانات الصدف الصغيرة" في أنحاء عديد من العالم، ويرجع تاريخها مباشرة من قبل العصر الكمبري وحتى حوالي 10 ملايين سنة بعد بداية الكمبري (مرحلة النيماكيت-الدّالديني ومرحلة التوموتي). وهذه مجموعة مختلطة من الحفريات: الشوكيات، والصليبات (الصفائح المدرعة)، والأنبوبيات، والقدحيات القديمة (حيوانات تشبه الإسفنج) والأصداف الصغيرة التي تشبه إلى حد كبير تلك الموجودة لدى عضديات الأرجل والرخويات الشبيهة بالحلزون، ولكنها كلها صغيرة، يبلغ طولها في الغالب من 1 إلى 2 مم.

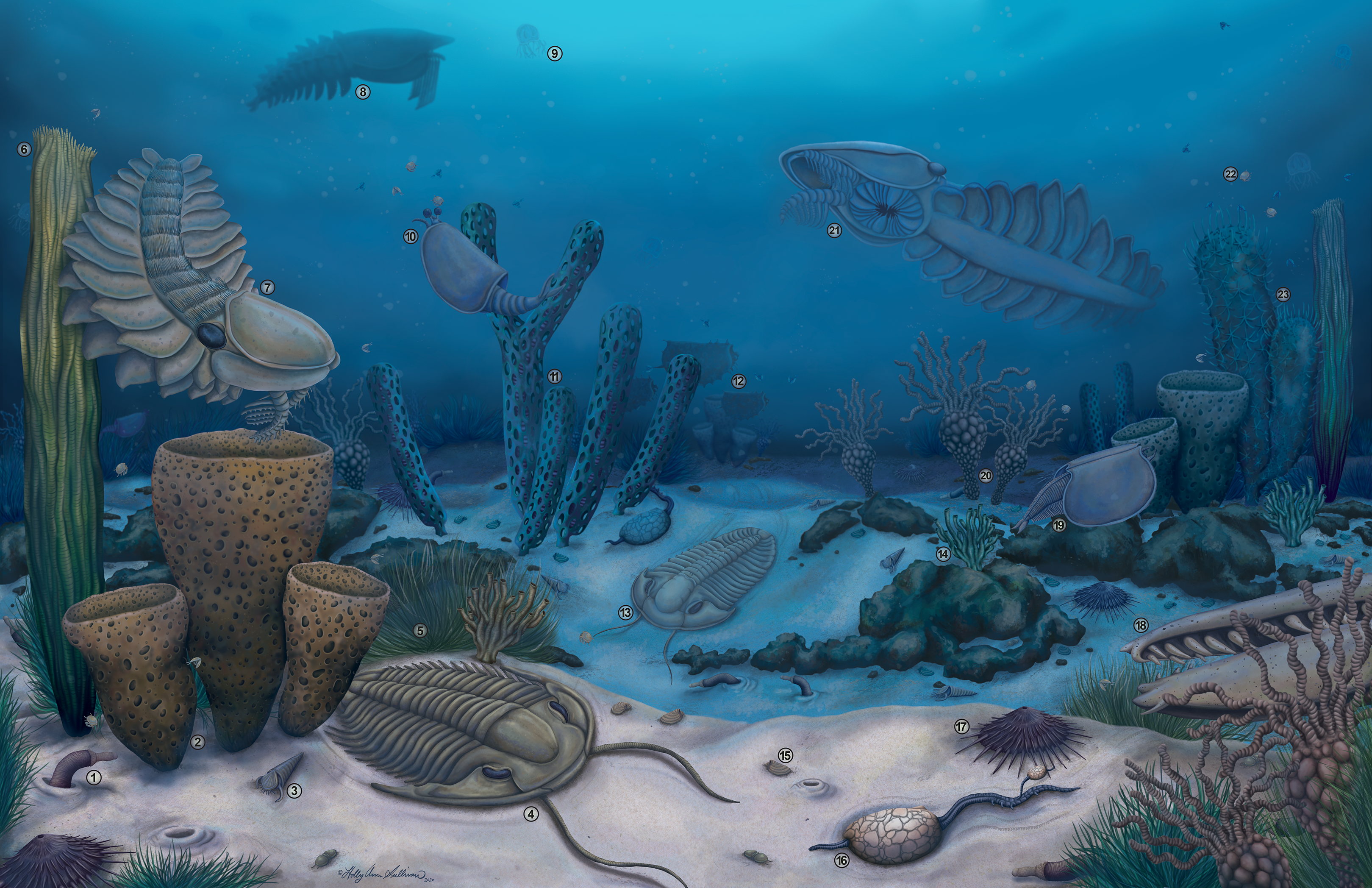
رسم للحياة الكمبري

ورغم صغر حجم هذه الحفريات، فإنها أكثر شيوعاً بكثير من الحفريات الكاملة للمتعضيات التي أنتجتها؛ والأمر الحاسم هنا هو أنها تغطي الفترة من بداية العصر الكمبري إلى أول فترة المرسب الأحفوري (اللاغرشتات): وهي فترة زمنية تفتقر إلى الحفريات. وبالتالي، فإنها تكمل السجل الأحفوري التقليدي وسمحت بتوسع نطاق الحفريات للعديد من المجموعات.

### اللاسعات
ظهرت أولى يرقات اللاسعات، ممثلة بجنس "اليرقات الفجرية" في العصر الكمبري، رغم أن هوية جنس "اليرقات الفجرية" مثيرة للجدل. فإذا كانت تمثل يرقة لاسعات، فإن جنس "اليرقات الفجرية" تمثل أول دليل أحفوري على التطور غير المباشر للحيوانات المتعددة الخلايا في الكمبري المبكر.
طورت قناديل البحر الميدوزوزا دورات حياة معقدة مع مرحلة الميدوزا أثناء الانفجار الكمبري، كما يتضح من اكتشاف "برجسميدوزا فاسميفورميس".

### ثلاثيات الفصوص

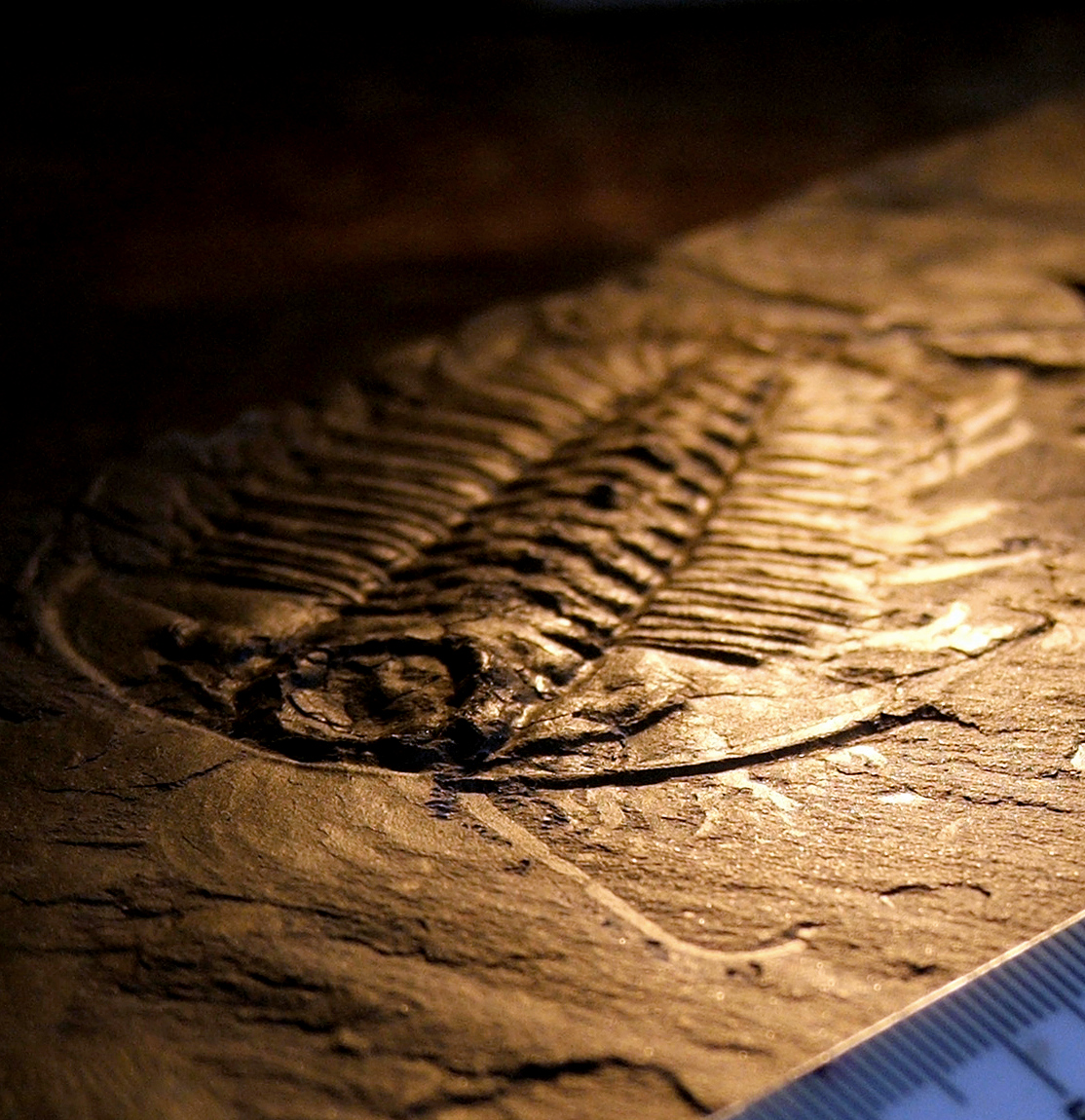
ثلاثية فصوص متحجرة، نوع قديم من مفصليات الأرجل: هذه العينة من طفل برجس، تحافظ على "الأجزاء الناعمة" - الهوائيات والأرجل.

يعود تاريخ أقدم أحافير لثلاثيات الفصوص إلى نحو 530 مليون سنة، ولكن هذه الفئة كانت بالفعل متنوعة ومتوزعة عالميا، مما يشير إلى أنها كانت موجودة منذ فترة طويلة.
```
بدأ السجل الأحفوري لثلاثيات الفصوص بظهور ثلاثيات الفصوص ذات 
الهياكل الخارجية
 المعدنية - وليس من وقت نشأتها.
```

### القشريات
القشريات، أحد المجموعات الأربع الكبرى الحديثة من المفصليات، وهي نادرة جدا طيلة العصر الكمبري. كان يُعتقد ذات يوم أن القشريات شائعة في كائنات طفل برجس الحية، ولكن لا يمكن إثبات أن أيًا من هذه الأفراد يندرج تحت المجموعة التاجية من "القشريات الحقيقية". يأتي السجل الكمبري للقشريات من المجموعة التاجية من الأحافير الدقيقة. تحتوي آفاق أورستن السويدية على قشريات من الكمبري المتأخر، ولكن المتعضيات التي يقل حجمها عن 2 مم فقط هي التي تم الحفاظ على. وهذا يقيد معطيات الصغار والبالغين حديثا.
إن مصدر البيانات الأكثر إفادة هو الأحافير العضوية الدقيقة لتكوين جبل كاب، جبال ماكنزي في كندا. يتكون هذا التجمع الذي حدث في أواخر الكمبري المبكر (منذ 510 إلى 515 مليون سنة) من شظايا مجهرية من قشيرة للمفصليات، والتي تبقى عندما يتم إذابة الصخور بحمض الهيدروفلوريك. وتنوع هذا التجمع مماثل لتنوع القشريات الحديثة. يُظهر تحليل شظايا ماكينات التغذية الموجودة في التكوين أنها كانت تتكيف مع التغذية بطريقة دقيقة ومحكمة جدا. وهذا يتناقض مع معظم المفصليات الأخرى في الكمبري المبكر التي كانت تتغذى بشكل فوضوي عن طريق جرف أي شيء يمكنها الحصول عليه من لواحق التغذية إلى أفواهها. تنتمي هذه الماكينات الغذائية المتطورة والمتخصصة إلى متعضيات كبيرة (حوالي 30 سم)، ومن الممكن أن توفر إمكانات كبيرة للتنويع: تسمح أساليب التغذية المتخصصة بعدد من الطرق المختلفة للتغذية والتطور، وتخلق عددًا من الأساليب المختلفة لتجنب التعرض للافتراس.

### شوكيات الجلد
ظهرت أقدم حفريات لشوكيات الجلد المتعارف عليها في أواخر مرحلة الأتداباني؛ وعلى عكس شوكيات الجلد الحديثة، فشوكيات جلد الكمبري المبكر لم تكن متماثلة شعاعيًا. توفر هذه البيانات نقاط بيانات ثابتة لـ"نهاية" الانفجار، أو على الأقل مؤشرات على أن مجموعات التاج للشُعب الحديثة كانت موصوفة.

### الحافرات
في بداية العصر الكمبري (قبل حوالي 539 مليون سنة)، ظهرت لأول مرة أنواع جديدة من الآثار، بما في ذلك الجحور العمودية المعروفة مثل الديبلوكراتيون والسكوليث، والآثار المنسوبة إلى المفصليات، مثل الكروزيانا والروسوفيكوس. وتشير الجحور العمودية إلى أن الحيوانات الشبيهة بالديدان اكتسبت سلوكيات جديدة، وربما قدرات جسدية جديدة. تشير بعض حفريات الآثار للكمبري إلى أن صانعيها امتلكوا هياكل خارجية صلبة، رغم أنها لم تكن بالضرورة معدنية. شاركت كائنات القاع وكذلك الكائنات الكبيرة ثنائيات التناظر في هذا الغزو مكامن حيوانات الوسط الرسوبي.
تقدم الجحور دليلاً قاطعاً على وجود متعضيات معقدة؛ كما أنها أكثر حفظاً من أحافير الجسم، إلى الحد الذي جعل غياب الحفريات الأثرية يستخدم للإشارة إلى الغياب الحقيقي للمتعضيات الكبيرة المتحركة التي تعيش في القاع.[بحاجة لمصدر] وهي تقدم خطاً آخر من الأدلة لإثبات أن الانفجار الكمبري يمثل تنوعاً حقيقياً، وليس حفظ فقط.

### التعظم
تمثل الحفريات الهيكلية الأولى من العصر الإدياكاري والكمبري الأدنى (مرحلة النيماكيت-الدّالديني) أنابيب وشويكات إسفنج مَجْهول الحقيقة. أقدم الشويكات الإسفنجية سيليكونية أحادية المحور وعمرها حوالي 580 مليون سنة، عرفت من تكوين دوشانتو في الصين ومن رواسب لنفس العمر في منغوليا، ورغم أن تفسير هذه الحفريات بالأشواك كان محل تساؤل. في أواخر الإدياكاري-الكمبري الأدنى، ظهر العديد من الحجرات الأنبوبية لمتعضيات غامضة. وكانت الأنابيب ذات جدران عضوية (مثل السارينا) وأنابيب كيتينيّة من السابيليديتيدات (مثل سوكولوفينا، والسابيليديت، والباليولينا) هي التي ازدهرت حتى بداية مرحلة التوموتي. تشكلت الأنابيب المعدنية للكلاودينات، والناماكالاثوس،والسينوتوبوليتس، وعشرات المتعضيات الأخرى من الصخور الكربوناتية قرب نهاية العصر الإدياكاري من 549 إلى 542 مليون سنة مضت، فضلاً عن الأنابيب المعدنية ذات التماثل الثلاثي للأناباريتيدات (على سبيل المثال، الأناباريت، والكامبروتوبولوس) من العصر الإدياكاري العلوي والكامبري السفلي. غالبًا ما تتواجد الأنابيب المعدنية الإدياكارية في كربونات شعاب الستروماتوليت والثرومبوليت، أي أنها قد تعيش في بيئة معادية لغالبية الحيوانات.
على الرغم من صعوبة تصنيفها مثل معظم المتعضيات الأخرى في العصر الإدياكاري، إلا أنها مهمة بطريقتين، الأولى: إنها أقدم متعضيات معروفة بنت أصدافها من كربونات الكالسيوم. الثانية: هذه الأنابيب هي أداة للارتفاع فوق الركيزة وتنافس بالتغذية الفعالة، وتعمل بدرجة أقل كدرع للحماية من الحيوانات المفترسة والظروف البيئية المعاكسة.
تظهر بعض أحافير كلاودينا ثقوبًا صغيرة في الأصداف، وربما تكون الثقوب دليلاً على الحفر من قبل حيوانات مفترسة متقدمة بما يكفي لاختراق الأصداف. إن "السباق التسلح التطوري" المحتمل بين الحيوانات المفترسة والفرائس هو أحد الفرضيات التي تحاول تفسير الانفجار الكمبري.
فنيت الستروماتوليت في الكمبري الأدنى، مما سمح للحيوانات بالبدء في استعمار برك المياه الدافئة مع ترسب الكربونات. فقد كانت في البداية أحافير الأناباريتيدات والبروتوهيرتزينا (الأشواك القابضة المتحجرة للديدان السهمية). ظهرت هياكل معدنية مثل الأصداف والصلصال والأشواك والصفائح في بداية مرحلة النيماكيت-الدّالديني؛ كانت أقدم أنواع الهالكيريدات والبطنقدميات والهيوليثات والمتعضيات الأخرى النادرة. من المفهوم تاريخيًا أن بداية مرحلة التوموتي كانت بمثابة زيادة هائلة في عدد وتنوع حفريات الرخويات والهيوليثات والإسفنج، بجانب مجموعة غنية من العناصر الهيكلية لحيوانات غير معروفة، وأولى القدحيات القديمة وعضديات الأرجل والتوموتيدات وغيرها. كما كانت هناك أيضًا شُعب أخرى موجودة ذات أجسام رخوة مثل قناديل البحر المشطية، والسكاليدوفوران، وداخليات الشرج، وديدان حدوة الحصان، وفصيات الأقدام، وكانت لها أشكال مدرعة. هذه الزيادة المفاجئة جزء من نتيجة الطبقات المفقودة في المقطع من النوع التوموتي، وفي الواقع بدأت معظم هذه الحيوانات في التنوع في سلسلة من النبضات عبر مرحلة النيماكيت-الدّالديني وحتى التوموتي.
ربما كان لبعض الحيوانات في العصر الإدياكاري صليبات وأشواك وألواح (على سبيل المثال، كان لدى الكيمبريلا صليبة قاسية، ربما بسبب الكربونات)، ولكن الهياكل الكربوناتية الرقيقة لا يمكن أن تتحجر في رواسب الفتات السليسي. تشير الحفريات الأقدم (حوالي 750 مليون سنة مضت) إلى أن التمعدن سبق العصر الكمبري بفترة طويلة، وربما كان ذلك للدفاع عن طحالب التركيب الضوئي  الصغيرة من حيوانات حقيقية النواة وحيدة الخلية المفترسة.

### حيوانات طفل برجس

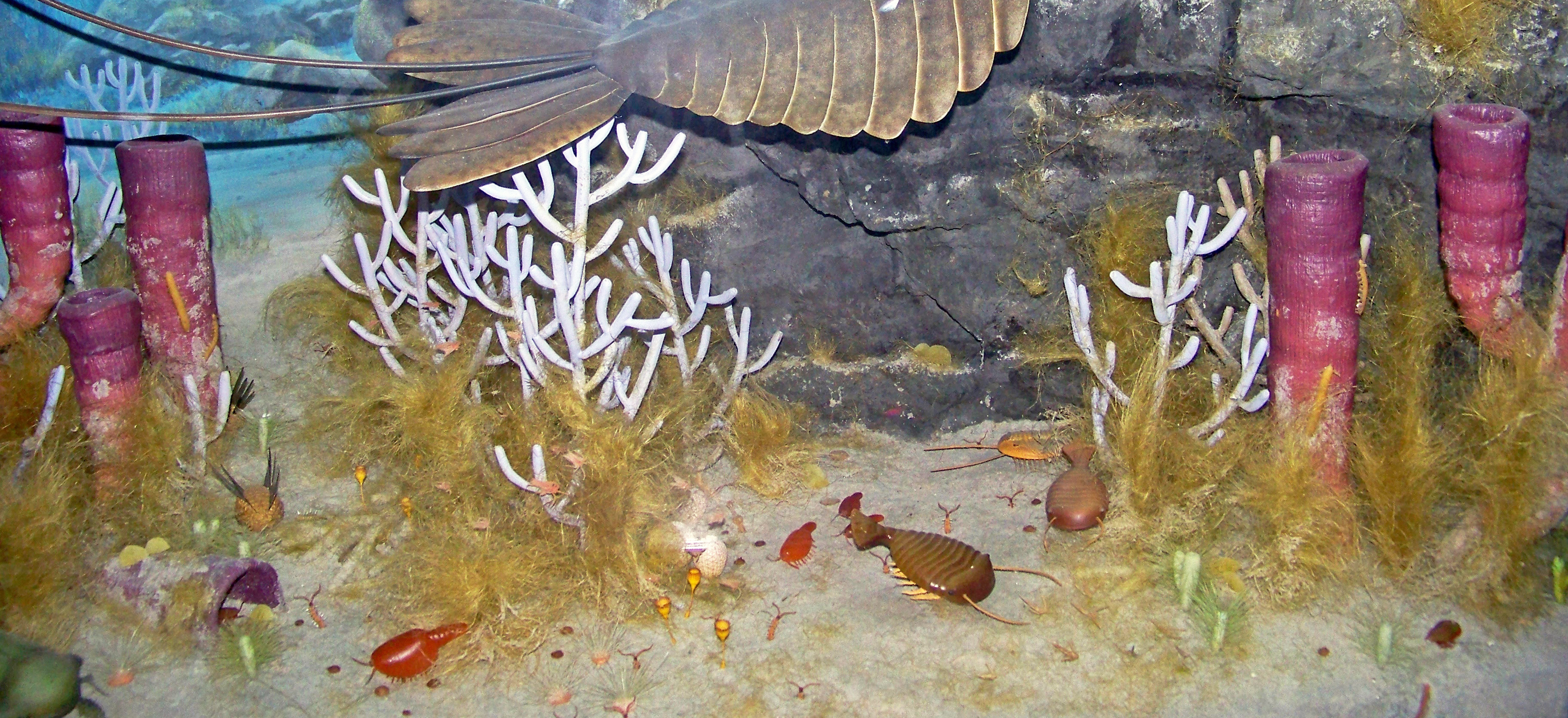
ديوراما للكائنات الحية في طفل برجس

يحافظ طفل برجس واللاغرشتات على الأجزاء اللينة من المتعضيات، والتي توفر ثروة من البيانات للمساعدة في تصنيف الحفريات الغامضة. غالبًا ما تحافظ على عينات كاملة من المتعضيات التي لا تعرف إلا من أجزاءها المتفرقة، مثل القشور السائبة أو أجزاء الفم المعزولة. علاوة على ذلك، فإن غالبية المتعضيات والتصنيفات في هذه الآفاق أجسامها لينة بالكامل، وبالتالي فهي ليست موجودة في بقية السجل الأحفوري. ويمكن إعادة بناء بيئة المجتمع بشكل مؤقت، لأن جزءًا كبيرًا من النظام البيئي محفوظ.[تحقق من المصدر] ومع ذلك، فإن التجمعات قد تمثل "متحفًا": نظام بيئي للمياه العميقة "يتخلف" تطوريًا عن الحيوانات المتنوعة بسرعة في المياه الضحلة.
تبدو المتعضيات مختلفة تماماً عن أي شيء معروف من السجل الأحفوري التقليدي، لأن اللاغرشتات توفر أسلوباً ونوعية حفظ غائبة عن العصر الكمبري. مما دفع أوائل العاملين في هذا المجال في محاولة إدراج المتعضيات في الشعب التي على قيد الحياة؛ وقد أدت عيوب هذا النهج إلى قيام العاملين اللاحقين بإنشاء عدد كبير من الشعب الجديدة لاستيعاب جميع المتعضيات الشاذة. ومنذ ذلك الحين، تبين أن معظم المتعضيات الشاذة انحرفت عن السلالات قبل أن تنشئ الشعب المعروفة اليوم[بحاجة لتوضيح]ــ بتصميمات مختلفة قليلاً، وكان مصيرها الفناء بدلاً من الازدهار في الشعبة، كما حدث مع سلالات أقاربها.
يعتبر نمط الحفظ نادرا في العصر الإدياكاري السابق، ولكن تلك المجموعات المعروفة لا تظهر أي أثر للحياة الحيوانية - ربما يعني غيابًا حقيقيًا لمتعددات الخلايا المجهرية.

## المراحل
استمرت فترة التنوع في العصر الكمبري المبكر لمدة 20 إلى 25 مليون سنة، وانتهت معدلات تطورها المرتفعة عند قاعدة النسق الثاني من الكمبري، منذ 521 مليون سنة، بالتزامن مع ظهور أول ثلاثيات الفصوص في السجل الأحفوري. ويحدد عدد من العلماء فترات التنوع خلال الكمبري المبكر بطرق مختلفة:
- يعترف "إيد لاندينج" بثلاث مراحل:[111]
  - المرحلة الأولى: التي هي إمتداد عبر الحدود الإدياكارية-الكمبرية، وتتوافق مع تنوع الحيوانات المتمعدنة حيوياً والجحور العميقة والمعقدة.
  - المرحلة الثانية: تتوافق مع انتشار الرخويات ومجموعات عضديات الأرجل (الهيوليثات والتوموتيدات)، والتي نشأت على ما يبدو في المياه بين المد والجزر.
  - المرحلة الثالثة: التي تشهد تنوع "اتداباني" لثلاثيات الفصوص في المياه العميقة، ولكن القليل منها قد تغير في منطقة المد والجزر.

- قام "غراهام بود" بتلخيص مخططات مختلفة للخروج برؤية متوافقة لسجل حيوانات الصدف الصغيرة لانفجار الكمبري، مقسمة بشكل مختلف قليلاً إلى أربع فترات:[112]
  - عالم الأنبوب: الذي دام من 550 إلى 536 مليون سنة مضت، ويغطي الحدود الإدياكارية-الكمبري، وتهيمن عليه عناصر من نوع الكلاودينات والناماكالاثوس ومخروطيات الأسنان الكاذبة.
  - عالم الصليبة: الذي شهد ظهور الهالكيريد والتوموتيدات والهيوليثات، واستمر حتى نهاية مرحلة الفورتوني (قبل حوالي 525 مليون سنة).
  - عالم عضديات الأرجل: ربما يتوافق مع المرحلة الثانية من الكمبري التي لم يتم التصديق عليها بعد.
  - عالم ثلاثية الفصوص: الذي بدأ في المرحلة الثالثة.

- تكملة لسجل الحفريات الصدفية، يمكن تقسيم الأثر الحفري إلى خمسة أقسام فرعية:[112]
  - العالم المسطح (أواخر العصر الإدياكاري): مع وجود آثار مقتصرة على سطح الرواسب.
  - دهر الطلائع الثالث (وفقاً لـ"سورن جنسن"): مع تعقيد متزايد.
  - عالم جحور تريبتكنوس: الذي بدأ عند قاعدة العصر الكمبري مع قاعدة منطقة "جحور تريبتكنوس" (انظر العصر الكمبري#تحديد تاريخ الكمبري).
  - عالم روسوفيكوس: الذي امتد من 536 إلى 521 مليون سنة مضت وبالتالي يتوافق تمامًا مع فترات كل من عالم الصليبة وعالم عضديات الأرجل وفقًا لنموذج حيوانات الصدف الصغيرة.
  - عالم كروزيانا: مع تطابق واضح مع عالم ثلاثيات الفصوص.

## المصداقية
هناك أدلة قوية على وجود أنواع من اللاسعات والإسفنجيات في العصر الإدياكاري وأعضاء محتملة من الإسفنجيات حتى قبل ذلك خلال العصر الكريوجيني. والحيوانات الحزازية، التي كان يُعتقد ذات يوم أنها لم تظهر في السجل الأحفوري حتى بعد الكمبري، معروفة الآن من طبقات عصر الكمبري الثالث في أستراليا وجنوب الصين.
يبدو أن السجل الأحفوري كما عرفه داروين يشير إلى أن المجموعات الرئيسية من الحيوانات متعددة الخلايا ظهرت خلال بضعة ملايين من السنين من العصر الكمبري المبكر حتى منتصفه، وحتى في ثمانينيات القرن العشرين، بدا الأمر كما لو كان لا يزال كذلك.
ومع ذلك، فإن الأدلة على وجود حيوانات متعددة الخلايا من عصر ما قبل الكمبري تتراكم تدريجياً. إذا كانت كيمبيريلا الإدياكاراية من شبيهات رخويات أوليات الفم (واحدة من المجموعتين الرئيسيتين من السيلوميات)، فلابد أن تكون سلالات أوليات الفم وثانويات الفم قد انقسمت بشكل كبير قبل 550 مليون سنة (ثانويات الفم هي المجموعة الرئيسية الأخرى من السيلوميات). حتى لو لم تكن أوليات الفم، فمن المقبول بشكا واسع أنها ثنائية التناظر. نظرًا لأنه تم العثور على حفريات لاسعات حديثة المظهر (متعضيات تشبه قنديل البحر) فيلاغرشتات تكوين دوشانتو، فلابد أن تكون سلالات اللاسعات قد انفصلت منذ أكثر من 580 مليون سنة.
تُقدم الأحافير الأثرية والمحافر المفترسة في أصداف كلاودينا دليلاً إضافيًا على وجود حيوانات إدياكارية. تم تفسير بعض الحفريات من تكوين دوشانتو على أنها أجنة وأحد (الفيرنانمالكولا) كسيلومات ثنائية التناظر، رغم أن هذه التفسيرات غير مقبولة عالميًا. في وقت سابق، كان ضغط الإفتراس يؤثر على الستروماتوليت والأكريتارك منذ حوالي 1,250 مليون سنة.
يقول البعض إن التغير التطوري تسارع بشكل كبير، ولكن وجود حيوانات ما قبل الكمبري خفف إلى حد ما من "دوي" الانفجار؛ ولم يكن في ظهور الحيوانات تدريجيًا فحسب، بل إن التشعب التطوري ("التنوع") ربما لم يكن سريعًا كما كان يُعتقد ذات يوم. في الواقع، يُظهِر التحليل الإحصائي أن الانفجار الكمبري لم يكن أسرع من أي تشعبات أخرى في تاريخ الحيوانات. ومع ذلك، يبدو أن بعض المستحدثات المرتبطة بالانفجار ــمثل الدروع المقاومةــ لم تتطور إلا مرة واحدة في سلالة الحيوانات؛ وهذا يجعل من الصعب الدفاع عن السلالات الطويلة لحيوانات ما قبل الكمبري. وعلاوة على ذلك، فإن الرأي التقليدي القائل بأن كل الشُعب نشأت في العصر الكمبري فيه خَلَل؛ وبينما الشُعب قد تنوعت في هذه الفترة الزمنية، فإن ما يمثل المجموعات التاجية للعديد من الشُعب لم تظهر حتى وقت لاحق من دهر البشائر. علاوة على ذلك، قد لا تكون الشُعب المتمعدنة التي تشكل أساس السجل الأحفوري ممثلة لشُعب أخرى، حيث نشأت معظم الشُعب المتمعدنة في نطاق قاعي. يتوافق السجل الأحفوري مع الانفجار الكمبري الذي اقتصر على الكائنات القاعية، مع تطور الشُعب السطحية في وقت لاحق.
لقد ازداد التعقيد البيئي بين الحيوانات البحرية في العصر الكمبري، وكذلك في العصر الأوردوفيشي. ومع ذلك، فقد أطاحت الأبحاث الحديثة بالفكرة الشائعة التي تقول بأن التفاوت كان مرتفعًا بشكل استثنائي طوال العصر الكمبري، قبل أن يتناقص فيما بعد. لكن في الواقع، لا يزال التفاوت منخفضًا طوال العصر الكمبري، حيث لم يتم الوصول إلى مستويات التفاوت الحديثة إلا بعد تشعب الأوردوفيشي المبكر.
إن تنوع العديد من المجموعات  الكمبرية يشبه التنوع اليوم، وعلى مستوى عالٍ (الطائفة/الشعبة)، يعتقد البعض أن التنوع قد ارتفع بشكل سلس نسبيًا خلال الكمبري، واستقر إلى في العصر الأوردوفيشي. ويتجاهل هذا التفسير النمط العجيب والأساسي التفرع المتعدد القاعدي والتلسكوب السلالي عند أو قرب حدود الكمبري، كما هو الحال في معظم السلالات الحيوانية الرئيسية. وبالتالي فإن أسئلة هاري بلاكمور ويتنغتون فيما يتعلق بالطبيعة المفاجئة للانفجار الكمبري لا تزال قائمة، ولم يتم الرد عليها بشكل مرضٍ حتى الآن.

### الانفجار الكمبري كانحياز للبقاء
اقترح كل من "غراهام بود" و"ريتشارد بي مان" أن الانفجار الكمبري كان نتيجة لنوع من التحيز للبقاء يسمى "دفع الماضي". ونظرًا لأن أصل المجموعات يميل إلى الانقراض، فمن الطبيعي أن أي مجموعة طويلة العمر كانت لتشهد معدلًا سريعًا وغير عادي من التنوع المبكر، مما يخلق وهمًا إسراع عام في معدلات التنوع. ومع ذلك، يمكن أن تظل معدلات التنوع عند المستوى الطبيعي وتظل تولد هذا النوع من التأثير في السلالات الباقية.

## الأسباب المحتملة
بالرغم من الدليل الذي يشير إلى وجود الكائنات المعقدة إلى حد ما (ثلاثي الأرومات وثنائية التناظر) قبل بداية عصر الكمبري وربما قبل ذلك بفترة طويلة إلا أن وتيرة التطور على ما يبدو كانت سريعة بشكل ملحوظ مع بدايات عصر الكمبري. تنقسم التفسيرات المحتملة لهذا الأمر إلى ثلاث فئات واسعة: تغيرات بيئية وتطورية وإيكولوجية. وعلى كل تفسير أن يوضح سبب توقيت الانفجار وحجمه.

### التغيرات البيئية

#### زيادة مستويات الأكسجين
لم يكن في الغلاف الجوي البدائي للأرض أكسجين حر (O2)؛  والأكسجين الذي تتنفسه الحيوانات اليوم، سواء كان في الهواء أو المذاب في الماء، هو نتاج لمليارات السنين من التركيب الضوئي. كانت البكتيريا الزرقاء أول المتعضيات التي طورت قدرتها على التركيب الضوئي، الذي أدخل إمدادات ثابتة من الأكسجين إلى البيئة. في البداية، لم يرتفع مستوى الأكسجين في الغلاف الجوي بشكل كبير. وقد تفاعل الأكسجين بسرعة مع الحديد والمعادن الأخرى في الصخور المحيطة ومياه المحيط. بمجرد وصول التفاعلات في الصخور والمياه إلى نقطة الإشباع، أصبح الأكسجين قادرًا على الوجود كغاز بشكله ثنائي الذرة. وزاد مستوى الأكسجين في الغلاف الجوي بشكل كبير بعد ذلك. وكتوجه عام، ارتفع تركيز الأكسجين في الغلاف الجوي تدريجيًا على مدار حوالي 2.5 مليار سنة.
يبدو أن مستويات الأكسجين لها علاقة إيجابية بالتنوع في حقيقيات النوى قبل الكمبري بفترة طويلة. ويُعتقد أن آخر سلف مشترك لجميع حقيقيات النوى الموجودة قد عاش منذ حوالي 1.8 مليار سنة. وقبل حوالي 800 مليون سنة، كان هناك زيادة ملحوظة في تعقيد وعدد أنواع حقيقيات النوى في السجل الأحفوري. كان يُعتقد بأن حقيقيات النوى تعيش في بيئات كبريتية عالية وذلك قبل الارتفاع الكبير في التنوع. يتداخل الكبريتيد مع وظيفة الميتوكوندريا في المتعضيات الهوائية، مما يحد من كمية الأكسجين التي يمكن استخدامها لدفع عملية التمثيل الغذائي. وانخفضت مستويات  كبريتيد المحيطات منذ حوالي 800 مليون سنة، مما يدعم أهمية الأكسجين في تنوع حقيقيات النوى. زادت تهوية المحيطات بسبب الإسفنج، الذي تطور وتنوع خلال أواخر حقبة الطلائع الحديثة، وكان سبباً في زيادة الأكسجين وتحفيز التنوع السريع لحياة متعددة الخلايا الكمبرية. تبين نظائر الموليبدنوم أن زيادة التنوع البيولوجي كان مرتبطا بتوسع المياه السفلية المؤكسجة في الكمبري المبكر، مما يدعم فكرة أن الأكسجين محركًا للتشعب التطوري في الكمبري.
ربما يكون نقص الأكسجين قد حال دون ظهور حيوانات كبيرة ومعقدة. يتم تحديد كمية الأكسجين التي يمكن للحيوان امتصاصها بشكل أساسي من خلال مساحة الأسطح الممتصة للأكسجين (الرئتين والخياشيم في أكثر الحيوانات تعقيداً؛ الجلد في الأنواع الأقل تعقيداً)، في حين تتحدد الكمية المطلوبة من خلال حجمها الذي ينمو بشكل أسرع من مساحة سطح امتصاص الأكسجين إذا نما حجم الحيوان بشكل متساوٍ في جميع الاتجاهات. إن زيادة تركيز الأكسجين في الهواء أو الماء من شأنه أن يزيد حجم المتعضيات للحد الذي تستطيع فيه أن تنمو دون أن تكون أنسجتها محرومة من الأكسجين. ومع ذلك، فقد وصل طول أعضاء الكائنات الحية من العصر الإدياكاري إلى أمتار قبل عشرات الملايين من السنين من الانفجار الكمبري. ربما قد تم كبت وظائف أيضية أخرى بسبب نقص الأكسجين، كبناء الأنسجة مثل الكولاجين، المهم لبناء الهياكل المعقدة، أو التخليق الحيوي للجزيئات لبناء الهيكل الخارجي الصلب. ومع ذلك، لم تتأثر الحيوانات عندما حدثت ظروف محيطية مماثلة في دهر البشائر؛ لذلك، لا يرى البعض أي دور يحفز تطور مستوى الأكسجين.

#### تشكل الأوزون
يُعتقد أن كمية الأوزون (O3) الكافية لحماية الأرض من الأشعة فوق البنفسجية القاتلة بيولوجياً، وتتراوح أطوالها الموجية من 200 إلى 300 نانومتر كانت موجودة حول الانفجار الكمبري. ربما مكّن وجود طبقة الأوزون من تطوير حياة معقدة وحياة على الأرض بدلاً من أن تكون الحياة مقيدة بالمياه.

### الأرض كرة ثلج
في أواخر حقبة الطلائع الحديثة (الذي امتد حتى العصر الإدياكاري المبكر)، عانت الأرض من فترات جليدية هائلة حيث غط الجليد معظم سطحها. وقد يكون هذا سببا في انقراض جماعي، وأدى إلى خلق مختنق جيني؛ وربما أدى التنوع الناتج عن ذلك إلى ظهور الحيويات الإدياكارية، والتي ظهرت بعد فترة وجيزة من آخر سلسلة "الأرض كرة ثلج". ومع ذلك، حدثت سلسلة كرة الثلج قبل وقت طويل من بداية العصر الكمبري، ومن الصعب أن نرى كيف يمكن أن يكون هذا القدر الكبير من التنوع قد حدث حتى من خلال سلسلة من الاختناقات؛ ربما أدت فترات البرد إلى تأخير تطور المتعضيات كبيرة الحجم. ربما تسبب التآكل الهائل للصخور بسبب الكتل الجليدية أثناء "كرة الثلج الأرضية" إلى ترسب مواد غنية بالمغذيات في المحيطات، الذي مهد الطريق للانفجار الكمبري.

### زيادة تركيز الكالسيوم في مياه بحر الكمبري
تشير الأبحاث الحديثة إلى أن الأحياد البركانية النشطة في وسط المحيطات تسببت في ارتفاع هائل ومفاجئ في تركيز الكالسيوم في المحيطات، مما مكن المتعضيات البحرية ببناء الهياكل العظمية وأجزاءها الصلبة. أو ربما كان من الممكن أن يكون تدفق كبير من الأيونات قد حدث بسبب التآكل الواسع الذي أدى إلى حدوث ظاهرة باول الكبرى لعدم التوافق.
وربما كان سبب زيادة الكالسيوم هو تآكل جبل ترانسغندوان العملاق الذي كان موجودًا في وقت الانفجار. وقد تم حفظ جذور الجبل في شرق إفريقيا الحالية كتكون جبلي.

### تفسيرات تطورية
تعتمد عدة نظريات على مفهوم أن التعديلات الطفيفة على نمو الحيوانات أثناء نموها من جنين إلى بالغ قد تكون قادرة على التسبب في تغييرات كبيرة جدًا في الشكل النهائي البالغ. على سبيل المثال، يتحكم جين النحت هوكس في الأعضاء التي ستتطور إليها المناطق الفردية من الجنين. فمثلاً إذا تم التعبير عن جين هوكس معين، فإن المنطقة ستتطور إلى طرف؛ وإذا تم التعبير عن جين هوكس مختلف في تلك المنطقة (تغيير طفيف)، فقد تتطور إلى عين بدلاً من ذلك (تغيير كبير ظاهريًا). 
يسمح هذا النظام بظهور مجموعة كبيرة من التباين في مجموعة محدودة من الجينات، وتعاني النظريات التي تحاول ربط هذا الأمر بالانفجار في تفسير لماذا يجب أن يؤدي النظام التنموي في حد ذاته إلى زيادة التنوع أو التباين. تتحد الأدلة على وجود حيوانات متعددة الخلايا في عصر ما قبل الكمبري مع البيانات الجزيئية لإثبات أن كثير من البنى الجينية التي ربما لعبت دورًا في الانفجار قد كانت راسخة من قبل في العصر الكمبري.
تتعنون المفارقة الظاهرة في نظرية تركز على فيزياء التطور. ويقترح أن نشوء أشكال متعددة الخلايا البسيطة قد أدى إلى تغيير السياق والمقياس المكاني حيث تم حشد العمليات والتأثيرات الفيزيائية الجديدة من خلال منتجات الجينات التي تطورت في السابق لخدمة وظائف وحيدة الخلية. ووفقًا لهذا الرأي، نشأت التعقيدات المورفولوجية (الطبقات، والأجزاء، والتجاويف، والزوائد) من خلال التنظيم الذاتي.
وقد تم تحديد النقل الجيني الأفقي أيضًا كعامل محتمل في الاكتساب السريع للقدرة الكيميائية الحيوية للتمعدن الحيوي بين المتعضيات خلال هذه الفترة، استنادًا إلى الأدلة التي تشير إلى أن الجين المسؤول عن البروتين الحاسم في هذه العملية تم نقله في الأصل من بكتيريا إلى الإسفنج.

### تفسيرات بيئية
تركز هذه على التفاعلات بين أنواع مختلفة من المتعضيات. تتعامل بعض هذه الفرضيات مع التغيرات في السلسلة الغذائية؛ وبعضها يقترح سباق التسلح بين الحيوانات المفترسة والفرائس، ويركز البعض الآخر على آليات أكثر عمومية للتطور المشترك. وهذه النظريات مناسبة تمامًا لتفسير سبب الزيادة السريعة في التفاوت والتنوع، لكنها لا تفسر سبب حدوث "الانفجار".

#### الانقراض الجماعي في نهاية الإدياكاري
من الأدلة على هذا الانقراض هو اختفاء الحيويات الإدياكارية والحفريات الصدفية مثل الكلاودينا من السجل الأحفوري، وكذلك الاضطرابات المصاحبة في سجل δ13C. ويُشتبه في أن العديد من أحداث نقص الأكسجين العالمية كانت مسؤولة عن الانقراض.
غالبًا ما تتبع الانقراضات الجماعية تشعبات تكيفية مع توسع الفروع الحيوية الموجودة لتحتل المساحة البيئية التي فرغت بسبب الانقراض. ومع ذلك، بمجرد أن يستقر الغبار، يعود التفاوت والتنوع الإجمالي إلى مستوى ما قبل الانقراض في كل انقراض من انقراضات دهر البشائر.

#### العوز الأكسجيني
يبدو أن محيطات  الإدياكاري المتأخر عانت من نقص الأكسجين الذي غطى معظم قاع البحر، وهو ما أعطى الحيوانات المتنقلة القدرة على البحث عن بيئات أكثر ثراءً بالأكسجين، والتي تميزت بها عن أشكال الحياة الغير متحركة.

#### زيادة القدرات الحسية والإدراكية
اقترح عالم الحيوانات "أندرو باركر" أن العلاقة بين المفترس والفريسة تغيرت بشكل كبير بعد تطور البصر. قبل ذلك الوقت، كان الصيد والتهرب من الأمور التي تتم عن قرب - كان الشم (الاستقبال الكيميائي) والاهتزاز واللمس هي الحواس الوحيدة التي كانت مستخدمة. عندما كان بإمكان الحيوانات المفترسة رؤية فريستها من مسافة بعيدة، كانت هناك حاجة إلى استراتيجيات دفاعية جديدة. وقد تكون الدروع والأشواك والدفاعات المماثلة قد تطورت كذلك استجابة للرؤية. كما لاحظ أنه عندما تفقد الحيوانات بصرها في البيئات المظلمة كالكهوف، فإن تنوع أشكال الحيوانات ينخفض. ومع ذلك، يشك عدد من العلماء في أن الإبصار قد يكون سبب الانفجار. وربما تطورت العيون قبل فترة طويلة من بداية العصر الكمبري. من الصعب أيضًا فهم لماذ تسبب تطور البصر في حدوث الانفجار، لأن الحواس الأخرى كالشم والحس بالضغط، يمكنها اكتشاف الأشياء على مسافة أكبر في البحر مقارنة بالبصر، ولكن ظهور هذه الحواس الأخرى على ما يبدو لم تكن سبب في حدوث الانفجار التطوري.

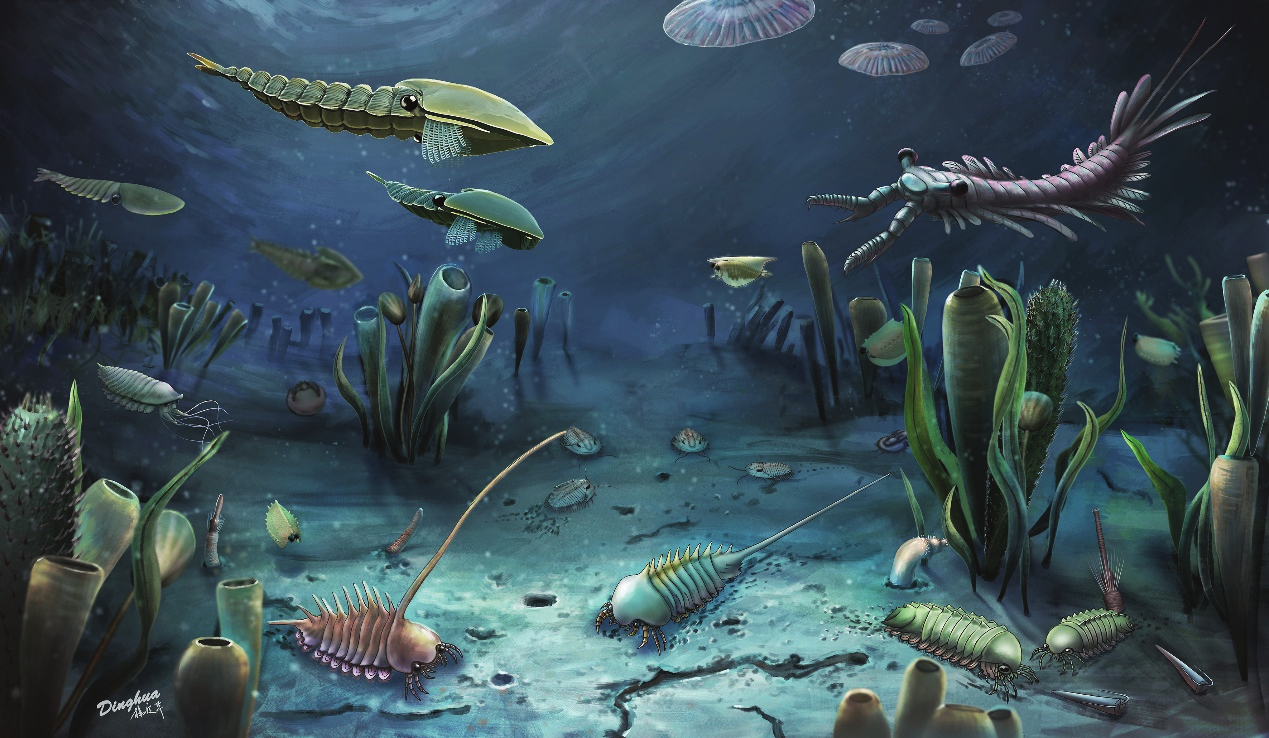
الحياة على هامش رصيف بحر المياولينغي

تطرح إحدى الفرضيات أن تطور القدرات الإدراكيّة المتزايدة خلال العصر الكمبري أدى إلى زيادة التنوع. ويتضح هذا من حقيقة مفادها أن أنماط الحياة البيئية الجديدة التي نشأت خلال العصر الكمبري تطلبت حركة سريعة ومنتظمة، وهي سمة مرتبطة بالمتعضيات التي تحمل الدماغ. وزيادة التعقيد للأدمغة المرتبط بالحركة والقدرات الحسية قد مكن من ظهور مجموعة أوسع من أنماط الحياة البيئية الجديدة.

#### سباقات التسلح بين المفترس والفريسة
إن القدرة على تجنب الافتراس أو التعافي منه غالباً ما تشكل الفارق بين الحياة والموت، وبالتالي فهي احد أقوى مكونات الانتقاء الطبيعي. والضغط على الفريسة للتكيف أقوى من الضغط على المفترس: إذا فشل المفترس في الفوز في مسابقة، فإنه يخسر وجبة؛ وإذا كانت الفريسة هي الخاسرة، فإنها تفقد حياتها.
ولكن هناك أدلة تشير إلى أن الافتراس كان منتشراً قبل بداية العصر الكمبري بفترة طويلة، على سبيل المثال أشكال الشوكية المتزايدة لحيوانات الأكريتاركات، والثقوب في أصداف الكلاودينات، وآثار الحفر لتجنب الحيوانات المفترسة. وبالتالي، فمن غير المرجح أن يكون ظهور الافتراس هو المحفز لـ"الانفجار" الكمبري، رغم أنه ربما أظهر تأثيراً قوياً على أشكال الأجسام التي أنتجها "الانفجار". ومع ذلك، قد تكون شدة الافتراس قد زادت بشكل كبير خلال العصر الكمبري مع ظهور "تكتيكات" افتراسية جديدة (كسحق الأصداف). وقد تأكد ارتفاع الافتراس خلال الكمبري عن طريق النمط الزمني لنسبة الحيوانات المفترسة المتوسط على مقياس الجنس في المجتمعات الأحفورية التي تغطي العصرين الكمبري والأوردوفيشي، ولكن هذا النمط لا يرتبط بمعدل التنوع. ويشير هذا الافتقار إلى الارتباط بين نسبة الحيوانات المفترسة والتنوع خلال عصري الكمبري والأوردوفيشي إلى أن الحيوانات المفترسة لم تكن سبباً في التشعب التطوري الكبير للحيوانات خلال هذا الفاصل الزمني. وبالتالي فإن دور الحيوانات المفترسة كمحفزات للتنوع ربما كان مقتصراً على بداية "الانفجار الكمبري".

#### الزيادة في حجم وتنوع الحيوانات العوالق
تشير الأدلة الجيوكيميائية بشكل كبير إلى أن الكتلة الإجمالية للعوالق كانت مماثلة للمستويات الحديثة منذ أوائل دهر الطلائع. قبل بداية العصر الكمبري، كان رفاتها وفضلاته صغيرة جدًا بحيث لا تسقط بسرعة نحو قاع البحر، حيث كانت مقاومتها مساوية تقريبًا لوزنها. وهذا يعني أنها دُمرت بواسطة الحيوانات القمَّامة أو من خلال العمليات الكيميائية قبل أن تصل إلى قاع البحر.
العوالق الحيوانية المتوسطة هي عوالق ذات حجم أكبر. وقد كانت عينات الكمبري المبكر تقوم بترشيح العوالق المجهرية من مياه البحر. وهذه المتعضيات الأكبر حجمًا تنتج في النهاية فضلات ورفات كبيرة بما يكفي لتسقط بسرعة نوعا ما. وقد وفر ذلك طاقة وعناصر غذائية للمستوى الأوسط وقاع البحار، مما فتح فرصة جديدة من طرق الحياة المحتملة. وإذا غرقت أي من هذه البقايا في قاع البحر دون أن تؤكل قد تدفن؛ وهذا يؤدي إلى إخراج بعض الكربون من الدورة، الذي يؤدي بدوره إلى زيادة تركيز الأكسجين القابل للتنفس في البحار (يتحد الكربون بسهولة مع الأكسجين).
ربما كانت العوالق الحيوانية العاشبة البدائية عبارة عن يرقات للحيوانات القاعية (قاع البحر). وربما كانت مرحلة اليرقات ليست الا تطورا يقوده مستوى الافتراس المتزايد في قاع البحر خلال العصر الإدياكاري.
تتمتع الحيوانات متعددة الخلايا بقدرة عجيبة على زيادة التنوع من خلال التطور المشترك. وهذا يعني أن سمات المتعضيات يمكن أن تؤدي إلى تطور سمات في متعضيات أخرى؛ ومن الممكن ظهور عدد من الاستجابات، ومن الممكن أن تنشأ أنواع مختلفة من كل منها. ومثال بسيط على ذلك، ربما تسبب تطور الافتراس في تطوير المتعضيات لتدافع عن نفسها، وآخر في حركة للهروب وهكذا. وهذا من شأنه أن يتسبب في انقسام سلالة المفترس إلى نوعين: نوع جيد في مطاردة الفريسة، ونوع آخر جيد في اختراق الدفاعات. إن التطور المشترك الفعلي يعتبر أكثر دقة إلى حد ما، لكن بهذه الطريقة يمكن أن ينشأ تنوع كبير: ثلاثة أرباع الأنواع الحية هي حيوانات، ومعظم البقية تشكلت من خلال التطور المشترك مع الحيوانات.

### هندسة النظام البيئي
لزاما على المتعضيات المتطورة أن تغير البيئة التي تتطور فيها. لقد كان لاستعمار الأرض في العصر الديفوني عواقب على مستوى الكوكب فيما يتعلق بدورة الرواسب والمغذيات في المحيطات، ومن المرجح أن يكون ذلك مرتبطاً بالانقراض الجماعي في العصر الديفوني. وقد تكون هناك عملية مماثلة قد حدثت على نطاق أصغر في المحيطات، على سبيل المثال، حيث تقوم الإسفنج بتصفية الجسيمات من الماء وترسيبها في الطين بشكل قابل للهضم؛ أو أن تجعل المتعضيات الحفارة من الموارد الغير متاحة سابقًا متاحة لمتعضيات أخرى.

### الحفر
أدت زيادة في الحفر إلى تغيير التركيبة الجيوكيميائية لقاع البحر، وأدت إلى انخفاض الأكسجين في المحيط وزيادة مستويات ثاني أكسيد الكربون في البحار والغلاف الجوي، مما أدى إلى الانحباس الحراري العالمي لعشرات الملايين من السنين، وقد يكون أحد أسباب الانقراضات الجماعية. ولكن مع استقرار الحفر، سمح بحدوث انفجار من تلقاء نفسه، فمع اضطراب قاع البحر بسبب الحفر، إلا أنها قامت بتهويته، وخلط الأكسجين بالطين السام. وهذا جعل الرواسب السفلية مضيافة أكثر، وسمح لمجموعة أوسع من المتعضيات بالاستيطان فيها - مما أدى إلى خلق مجالات جديدة ونطاق لتنوع أكبر.

### عتبة الالتباس
ربما لم يكن الانفجار حدثاً تطورياً كبيراً. لكن قد يمثل عتبة تم تجاوزها: على سبيل المثال سمحت عتبة التعقيد الجيني باستخدام مجموعة واسعة من الأشكال المورفولوجية. ربما تكون هذه العتبة الجينية مرتبطة بكمية الأكسجين المتاح للمتعضيات. فاستخدام الأكسجين في عملية التمثيل الغذائي ينتج طاقة أكبر بكثير من العمليات اللاهوائية. والمتعضيات التي تستخدم أكسجين أكثر لديها الفرصة لإنتاج بروتينات أكثر تعقيداً، مما يوفر قالباً لمزيد من التطور. وهذه البروتينات تترجم إلى هياكل أكبر وأكثر تعقيداً تسمح للمتعضيات بالتكيف بشكل أفضل مع بيئاتها. بمساعدة الأكسجين، يمكن للجينات التي تشفر هذه البروتينات أن تساهم في التعبير عن الصفات المعقدة بكفاءة أكبر. إن الوصول إلى مجموعة أوسع من التراكيب والوظائف من شأنه أن يسمح للمتعضيات بأن تتطور في اتجاهات مختلفة، مما يزيد من عدد المكامن التي يمكن أن تسكنها. وعلاوة على ذلك، فقد أتيحت للمتعضيات الفرصة أن تصبح أكثر تخصصاً في مكامنها الخاصة.

## العلاقة مع حدث الأوردوفيشي العظيم للتنوع الحيوي
بعد انقراض الكمبري-الأوردوفيشي، حدث تشعب آخر، والذي أسس الأنواع التي ستهيمن على حقبة الحياة القديمة. ويُعتبر هذا الحدث المعروف باسم حدث الأوردوفيشي العظيم للتنوع الحيوي (GOBE)، بمثابة "متابعة" للانفجار الكمبري. وقد أشارت الدراسات الحديثة إلى أن الانفجار الكمبري لم يكن حدثين منفصلين بل تشعبا تطوريًا طويلًا. وقد فشلت كل من "الدراسة التحليلية لقاعدة بيانات التنوع الحيوي الجيولوجي" (GBDB) و"قاعدة بيانات علم الأحياء القديمة" (PBDB) في إيجاد أساس إحصائي لفصل التشعبين.
اقترح بعض الباحثين وجود فجوة في التنوع البيولوجي خلال فترة الفورونجي والتي تفصل بين الانفجار الكمبري و"حدث الأوردوفيشي العظيم للتنوع الحيوي" وقد عرفت باسم "الفجوة الفورونجية". لكن الدراسات التي أجريت على موقع "المرسب الأحفوري غول كونسيرفات" ومواقع الحفريات المماثلة في جنوب الصين وجدت أن فترة الفورونجي كانت وقتًا للتحولات البيولوجية السريعة، مما يجعل وجود "الفجوة الفورونجية" مثيرًا للجدل إلى حد كبير.

## تفرد التنوع البيولوجي في الكمبري المبكر
يمكن النظر إلى "الانفجار الكمبري" باعتباره موجتين من التوسع المتعدد الخلايا في مكامن فارغة: أولاً، ارتفاع تطوري مشترك في التنوع مع استكشاف الحيوانات لمكامن في قاع البحر الإدياكاري، يليه توسع ثانٍ في أوائل الكمبري مع استقرارها في عمود الماء. إن معدل التنوع الذي شوهد في المرحلة الكمبرية من الانفجار لا مثيل له بين الحيوانات البحرية: فقد أثر على جميع الفروع الحيوية للحيوانات المتعددة الخلايا التي عثر على حفرياتها الكمبرية. شملت التشعبات اللاحقة، كالتي أصابت الأسماك في العصر السيلوري والعصر الديفوني عددًا أقل من الأصنوفات، ومعظمها ذات تصاميم أجسام متشابهة جدا. على الرغم من أن التعافي من انقراض البرمي-الثلاثي بدأ تقريبًا بنفس عدد الأنواع الحيوانية بالانفجار الكمبري، إلا أن التعافي قد أنتج عددًا أقل بكثير من أنواع الحيوانات الجديدة المهمة.
إن كل ما أدى إلى التنوع في الكمبري المبكر قد كان سببا في فتح مجموعة واسعة  من المكامن البيئية التي لم تكن متاحة من قبل. عندما سُكنت كل هذه المكامن، كانت المساحة المتاحة للتنوعات الواسعة محدودة لتتكرر مرة أخرى، وذلك لأن المنافسة القوية كانت قائمة في كل المكامن وكان المتنافسون عليها يتمتعون بالتميز. إذا استمرت المكامن فارغة، فإن الفروع الحيوية ستكون قادرة على الاستمرار في التنوع وتصبح متباينة بما يكفي لكي نتعرف عليها باعتبارها شُعباً مختلفة؛ وعندما تمتلئ المكامن، ستظل السلالات متشابهة لفترة طويلة بعد أن تتشعب، حيث توجد فرصة محدودة لها لتغيير أنماط حياتها وأشكالها.
لقد شهد تطور النباتات الأرضية انفجارين مماثلين: فبعد تاريخ غامض بدأ منذ حوالي 450 مليون سنة، خضعت النباتات الأرضية لتشعب تكيفي سريع وفريد من نوعه خلال العصر الديفوني، أي منذ حوالي 400 مليون سنة. وعلاوة على ذلك، نشأت النباتات المزهرة وتنوعت بسرعة خلال العصر الطباشيري.